# Waldreben
Die Waldreben (Clematis), auch Klematis genannt, sind eine Pflanzengattung innerhalb der Familie der Hahnenfußgewächse (Ranunculaceae). Die etwa 300 Arten sind überwiegend in den gemäßigten Gebieten Eurasiens und der Neuen Welt verbreitet. Viele Sorten werden als Zierpflanzen in Parks und Gärten verwendet.

## Beschreibung

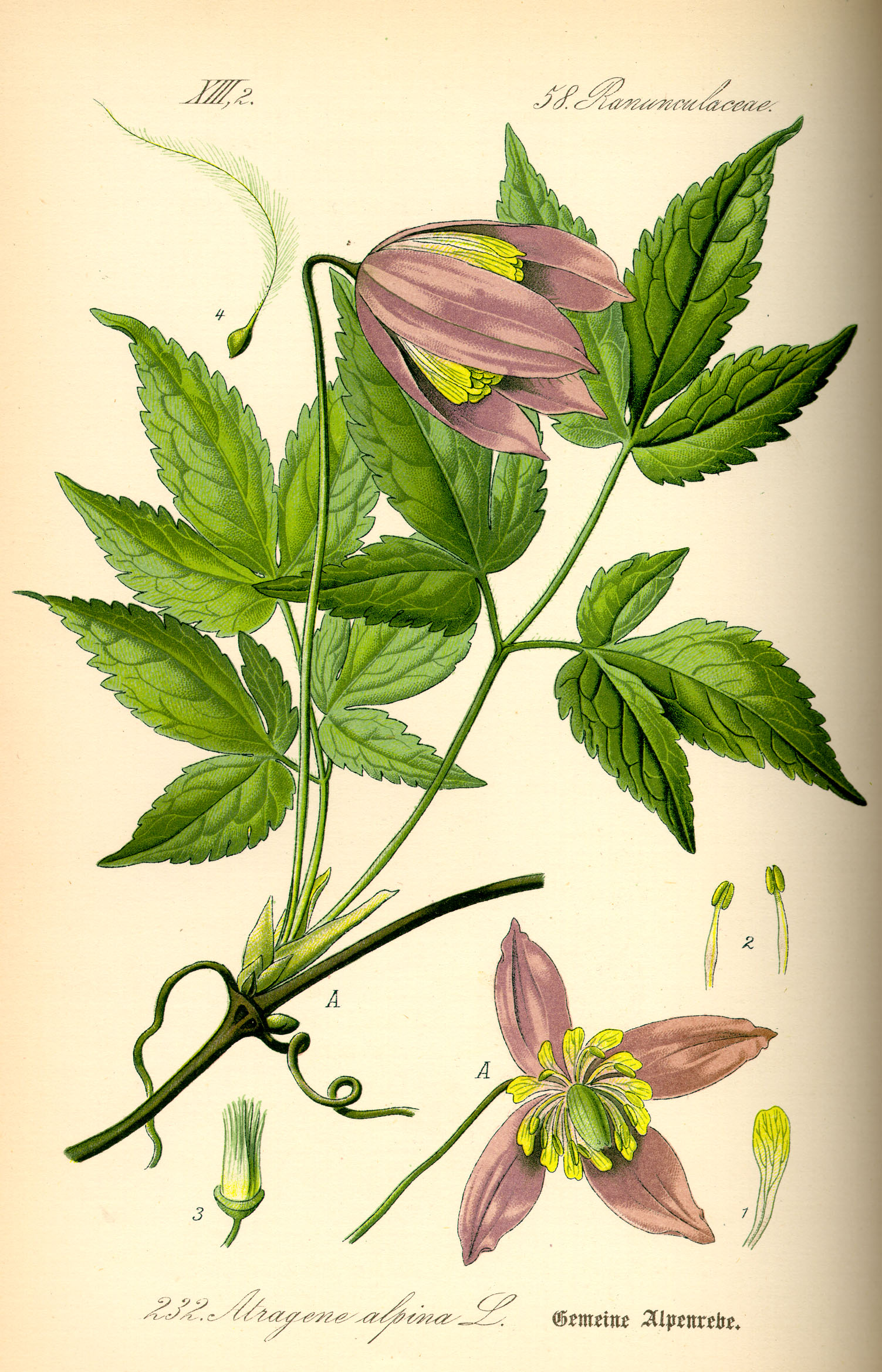
Untergattung Atragene: Alpen-Waldrebe (Clematis alpina)

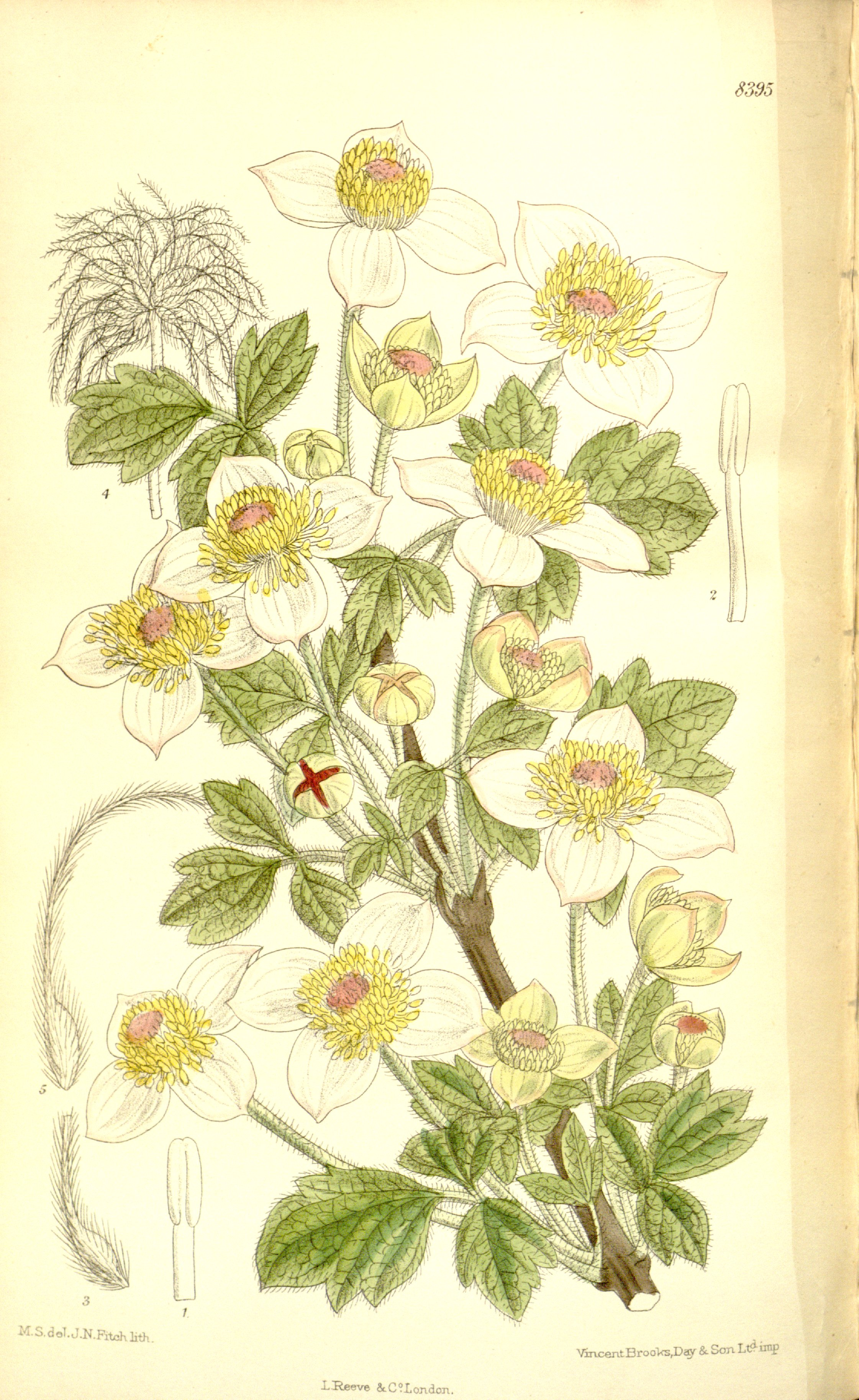
Untergattung Cheiropsis: Illustration von Clematis chrysocoma

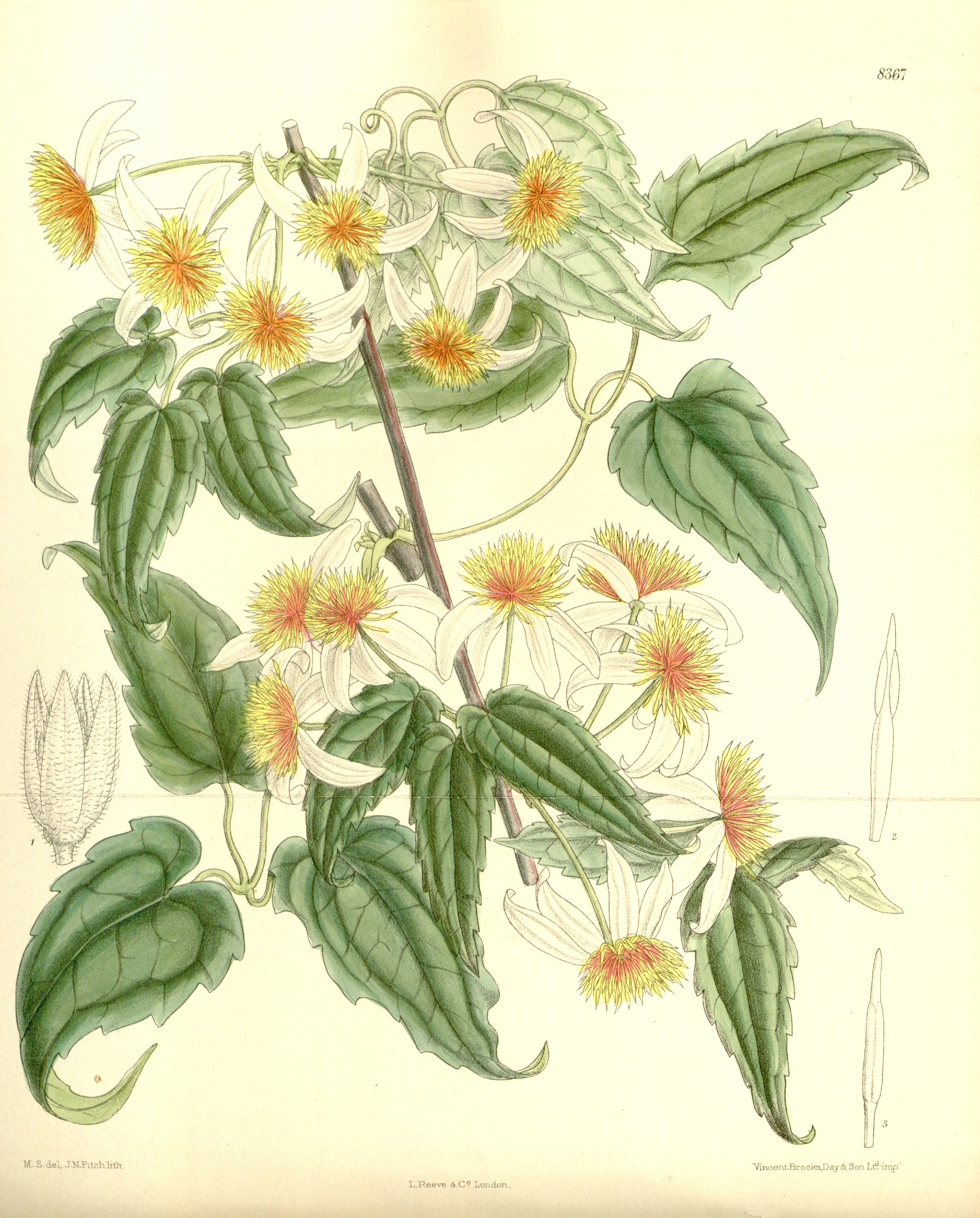
Untergattung Clematis: Illustration von Clematis aristata

Die Clematis-Arten sind in vielen morphologischen Merkmalen sehr unterschiedlich. Durch Züchtung wurden besonders die Blüten stark verändert, in Farbe der Blüten und Umwandlung von Staminodien zu dekorativen kronblattähnlichen Blütenblättern, so dass die Wirkung von vielen statt ursprünglich vier Blütenhüllblättern entsteht.

### Erscheinungsbild und Blätter
Waldreben sind hauptsächlich verholzende, manchmal ausdauernde, krautige Kletterpflanzen, selten auch nicht kletternde, ausdauernde, krautige Pflanzen oder selbständig aufrecht wachsende Halbsträucher bis Sträucher; als Ausnahmen gibt es einjährige Arten. Die mittel- und starkwüchsigen Lianen erreichen Wuchshöhen von 2 bis 6 Metern. Sie sind immergrün oder laubabwerfend. Manche Arten bilden lange Rhizome.
Die meist gegenständig, selten in Bündeln oder wechselständig (Clematis alternata) angeordneten Laubblätter sind in Blattstiel und Blattspreite gegliedert. Der Blattstiel kann sehr kurz bis relativ lang sein. Oft sind der Blattstiel und/oder die -rhachis rankenähnlich umgebildet. Die Blattspreite ist einfach (beispielsweise Clematis integrifolia) oder gefiedert. Die Spreite der Blätter oder Blättchen ist fiedernervig und kann je nach Art sehr unterschiedlich geformt sein. Der Rand der Blätter oder Blättchen kann glatt oder gezähnt sein.

### Generative Merkmale
Meist ist ein langer Blütenstandschaft vorhanden. Die Blüten stehen selten einzeln, meist in end- oder achselständigen, zymösen oder rispigen Blütenständen. Unter den Blüten stehen meist zwei blatt- bis schuppenförmige Hochblätter, manchmal fehlen sie; sie umhüllen nie die Blüten.
Die radiärsymmetrischen Blüten sind zwittrig oder funktionell männlich. Die Waldreben sind gekennzeichnet durch ihre bei Naturformen meist vier oder fünf, selten bis acht, freien, 6 bis 60 Millimeter langen kronblattartigen Kelchblätter, die ausgebreitet bis aufrecht sind und von lineal über verkehrt-eiförmig bis eiförmig geformt. Kronblätter fehlen. Die Farben der Kelchblätter bei Naturformen reichen von gelb bis grün, von weiß über cremefarben bis blau oder von rot über rosafarben bis violett. Es sind viele freie Staubblätter vorhanden. Sie sind entweder alle fertil, oder ein Teil der äußeren Staubblätter ist zu länglichen oder kronblattartigen Staminodien umgewandelt. Die Staubfäden sind fadenförmig bis verbreitert. Es sind meist viele (5 bis 150) freie oberständige Fruchtblätter vorhanden, die meist flaumig bis zottig behaart sind und nur eine hängende Samenanlage enthalten. Die behaarten Griffel enden in einer erkennbaren Narbe und verlängern sich meist bis zur Fruchtreife.

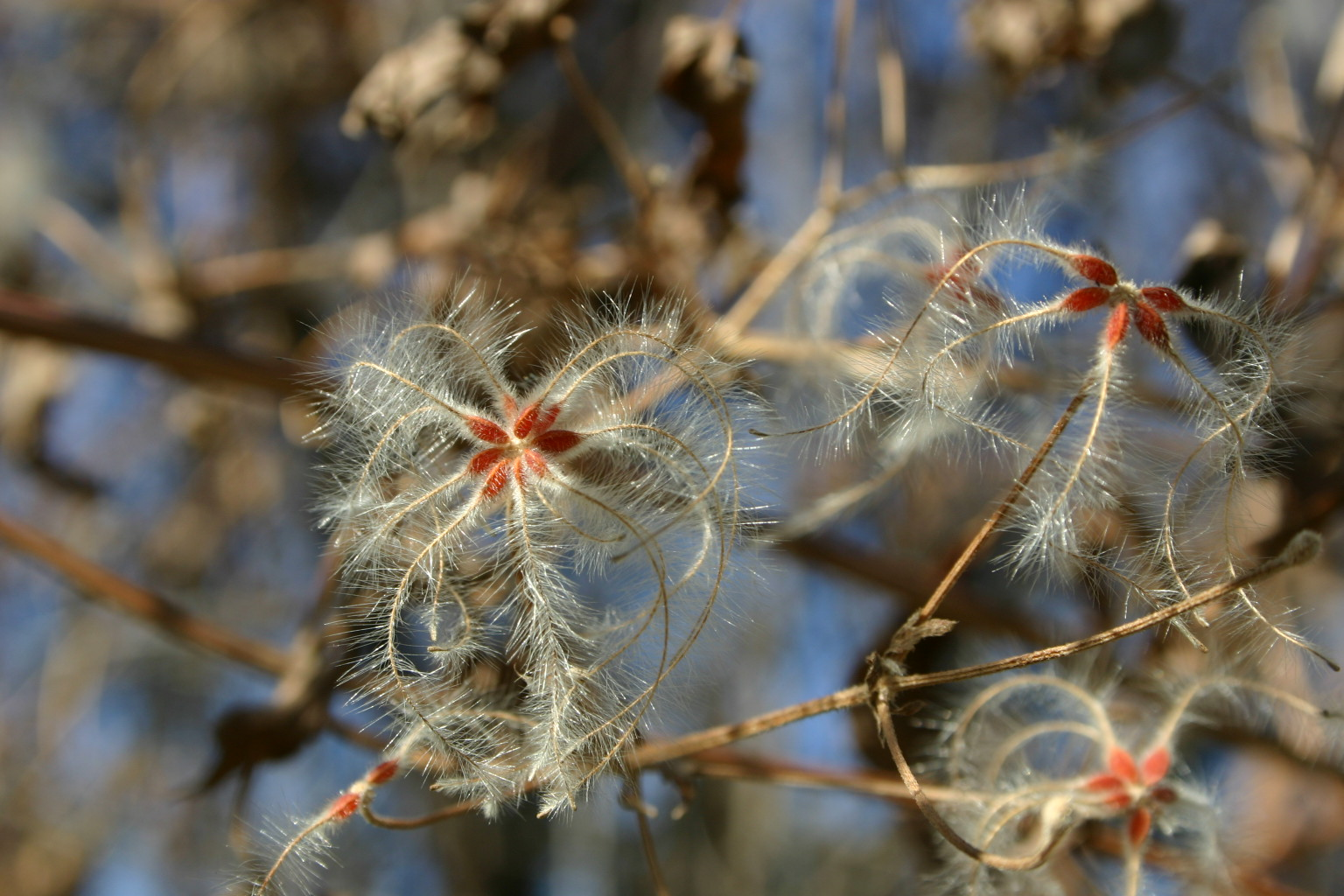
Untergattung Campanella Sektion Meclatis: Mehrere zusammen stehende Früchte mit den umgebildeten Griffel von Clematis brachiata

Je Blüte werden meist viele Früchte gebildet. Die meist mehr oder weniger zusammengedrückten, einsamigen Nussfrüchte (Achänen) besitzen einen meist 1,2 bis 11 cm langen, geraden oder gekrümmten, kahlen bis federartigen, schnabelartig verlängerten Griffel.
Die Chromosomengrundzahl beträgt x = 8.

## Systematik und Verbreitung
Die Gattung Clematis wurde 1753 durch Carl von Linné in Species Plantarum, Tomus I, Seite 543 aufgestellt. Der wissenschaftliche Gattungsname Clematis leitet sich aus dem lateinischen Wort clematis oder dem altgriechischen Wort klematis, klematidos, dem Diminutiv von klema, klematos für Sprossachse oder Weinzweig und für den antiken Namen für viele kletternde Pflanzenarten ab.
Es gibt etwa 300 Clematis-Arten. Sie kommen fast weltweit vor. Die meisten Arten gedeihen in den gemäßigten Gebieten, jeweils wenige Arten in subarktischen Gebieten, in subalpinen Höhenlagen oder in den Tropen. Allein in China kommen etwa 147 Arten vor, davon gibt es etwa 93 nur dort (Stand 2001). In Nordamerika kommen etwa 32 Arten vor (Stand 1997).
Die Gattung Clematis gehört zur Tribus Anemoneae in der Unterfamilie Ranunculoideae innerhalb der Familie Ranunculaceae (Hahnenfußgewächse).
Der Umfang und die Gliederung der Gattung Clematis wird kontrovers diskutiert. Synonyme für Clematis L. sind: Archiclematis (Tamura) Tamura, Atragene L., Clematopsis Bojer ex Hutch., Coriflora Weber nom. inval., Naravelia Adans., Viorna Rchb. Ein Teil der Synonyme besitzt 2005 den Rang von Untergattungen.

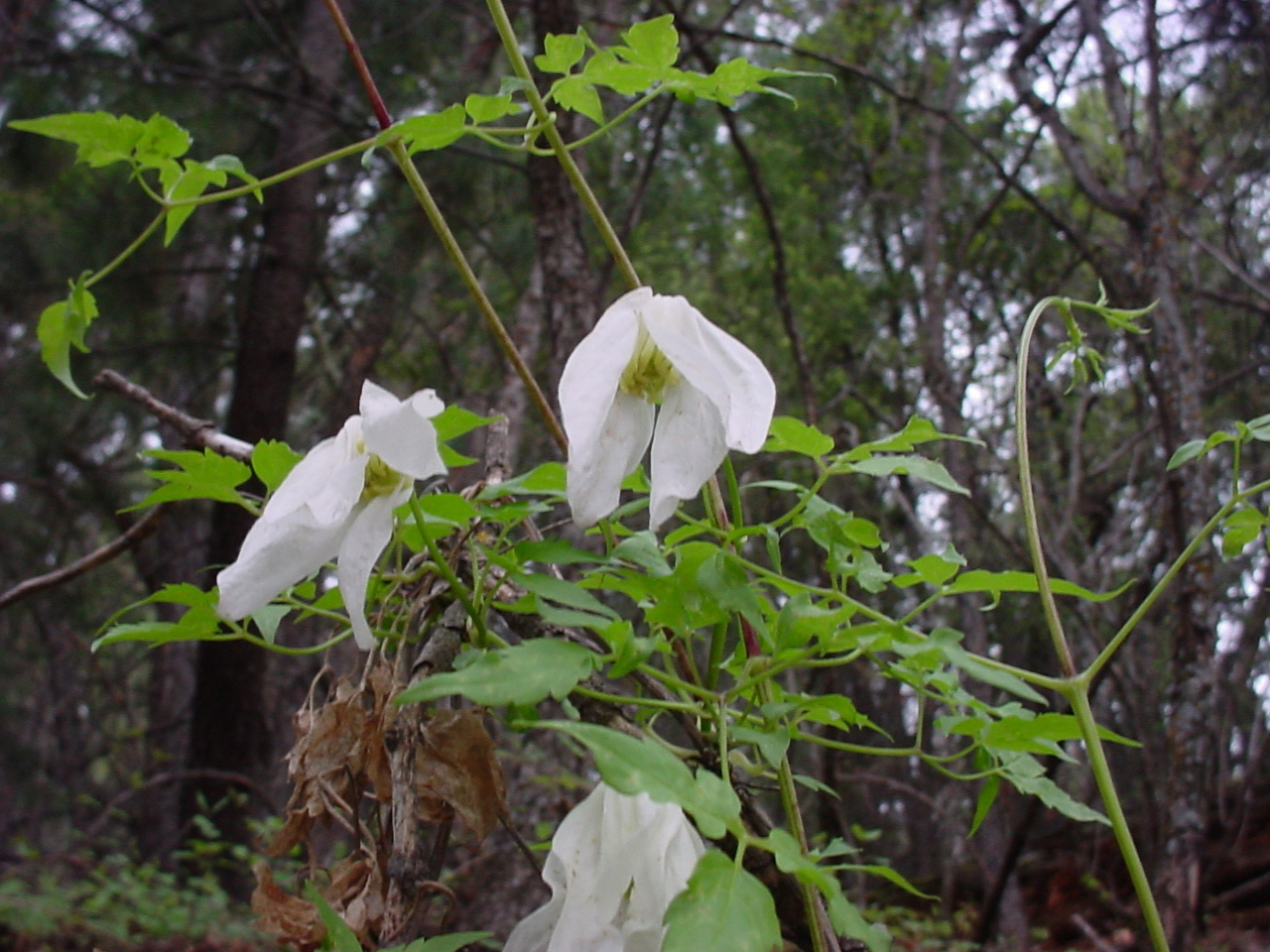
Untergattung Atragene: Columbia-Waldrebe (Clematis columbiana)

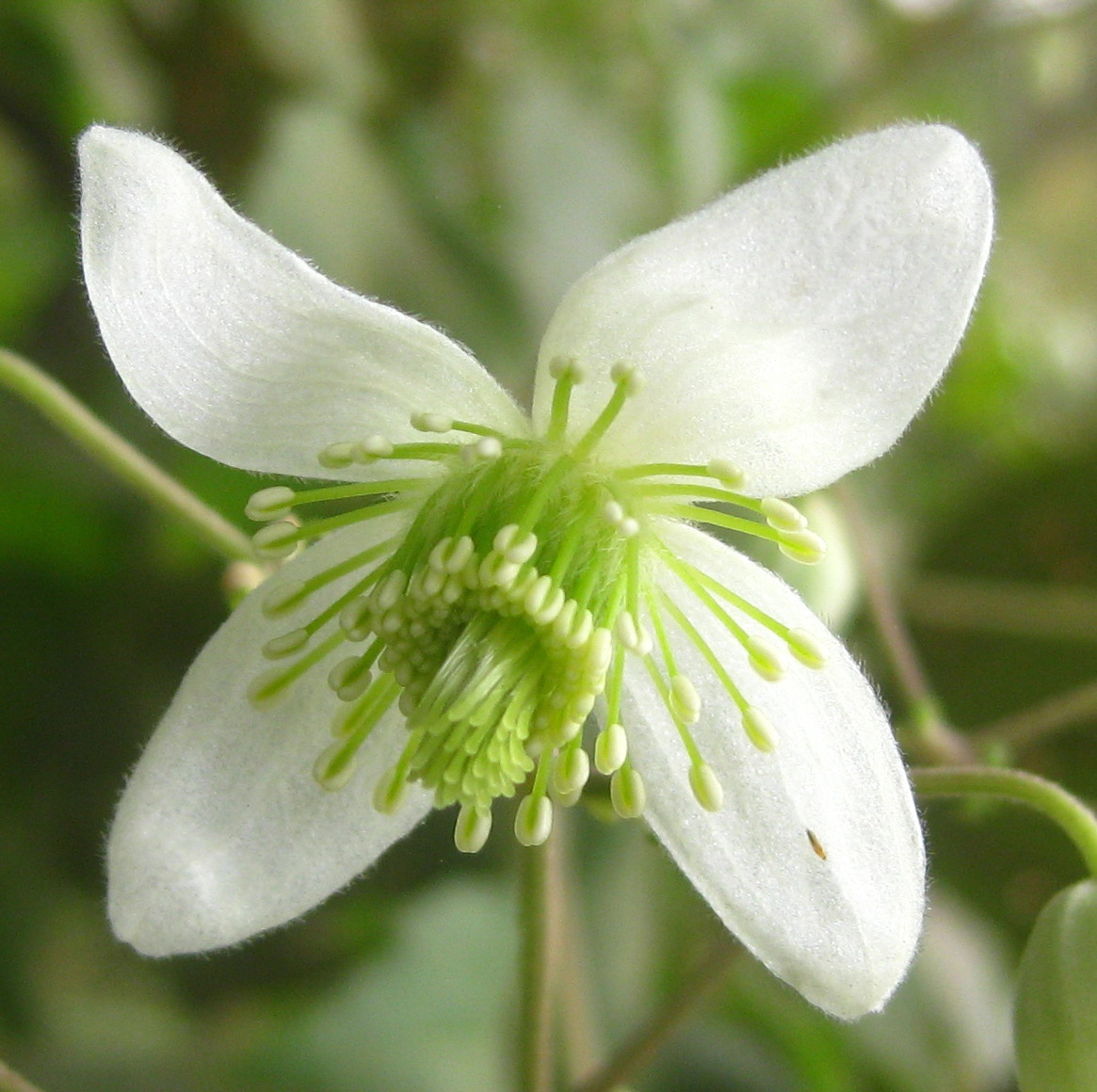
Untergattung Campanella Sektion Meclatis: Blüte von Clematis brachiata

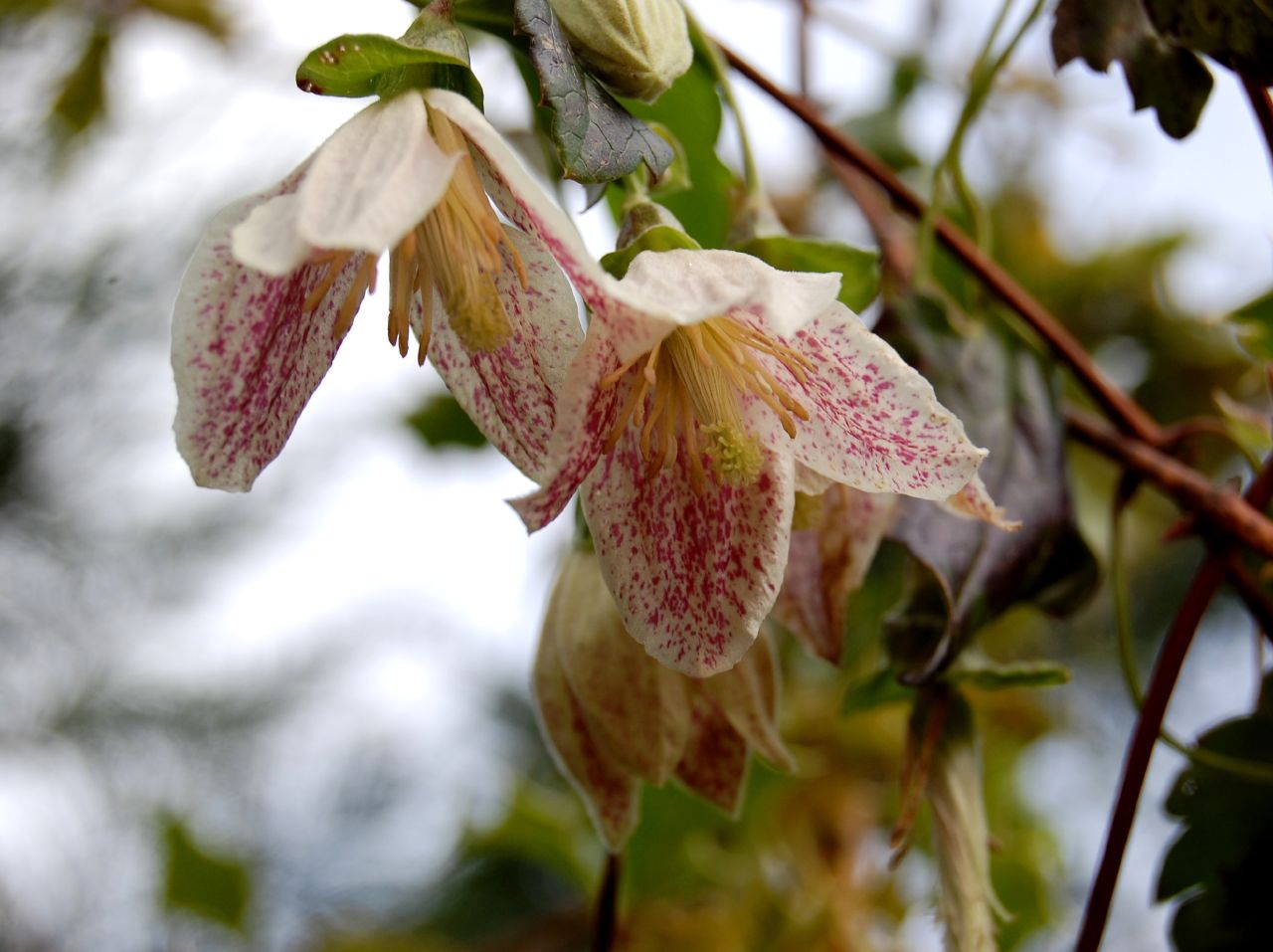
Untergattung Cheiropsis Sektion Cheiropsis: Blüten der Macchien-Waldrebe (Clematis cirrhosa), gut zu sehen sind die vielen Staub- und Fruchtblätter

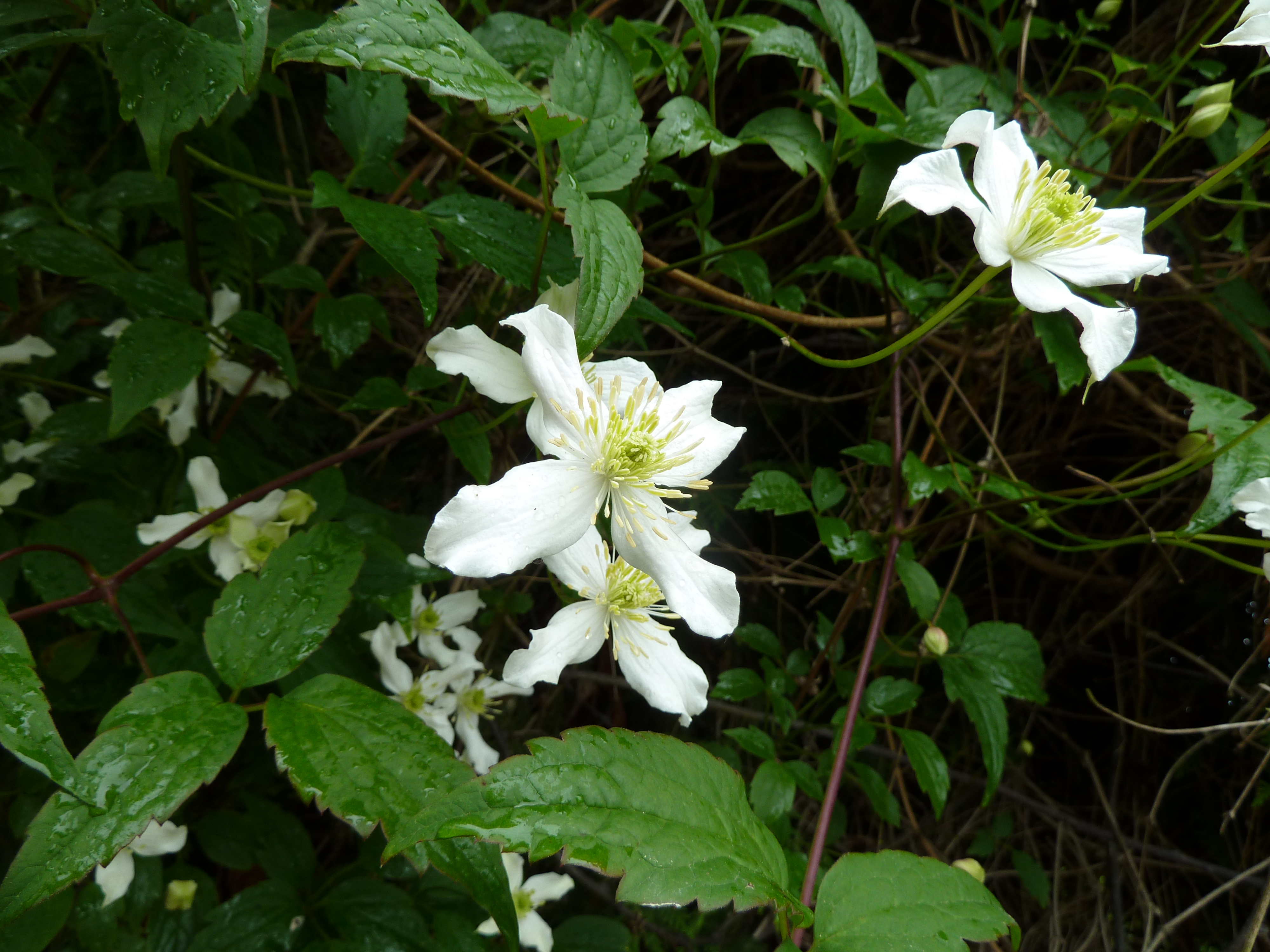
Untergattung Cheiropsis Sektion Montanae: Berg-Waldrebe (Clematis montana var. wilsonii)

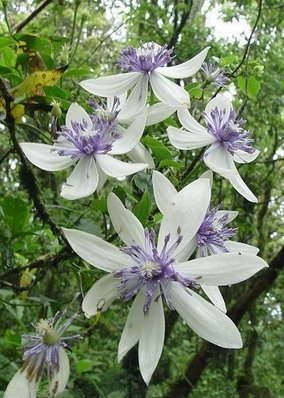
Untergattung Clematis Sektion Clematis: Clematis akoensis

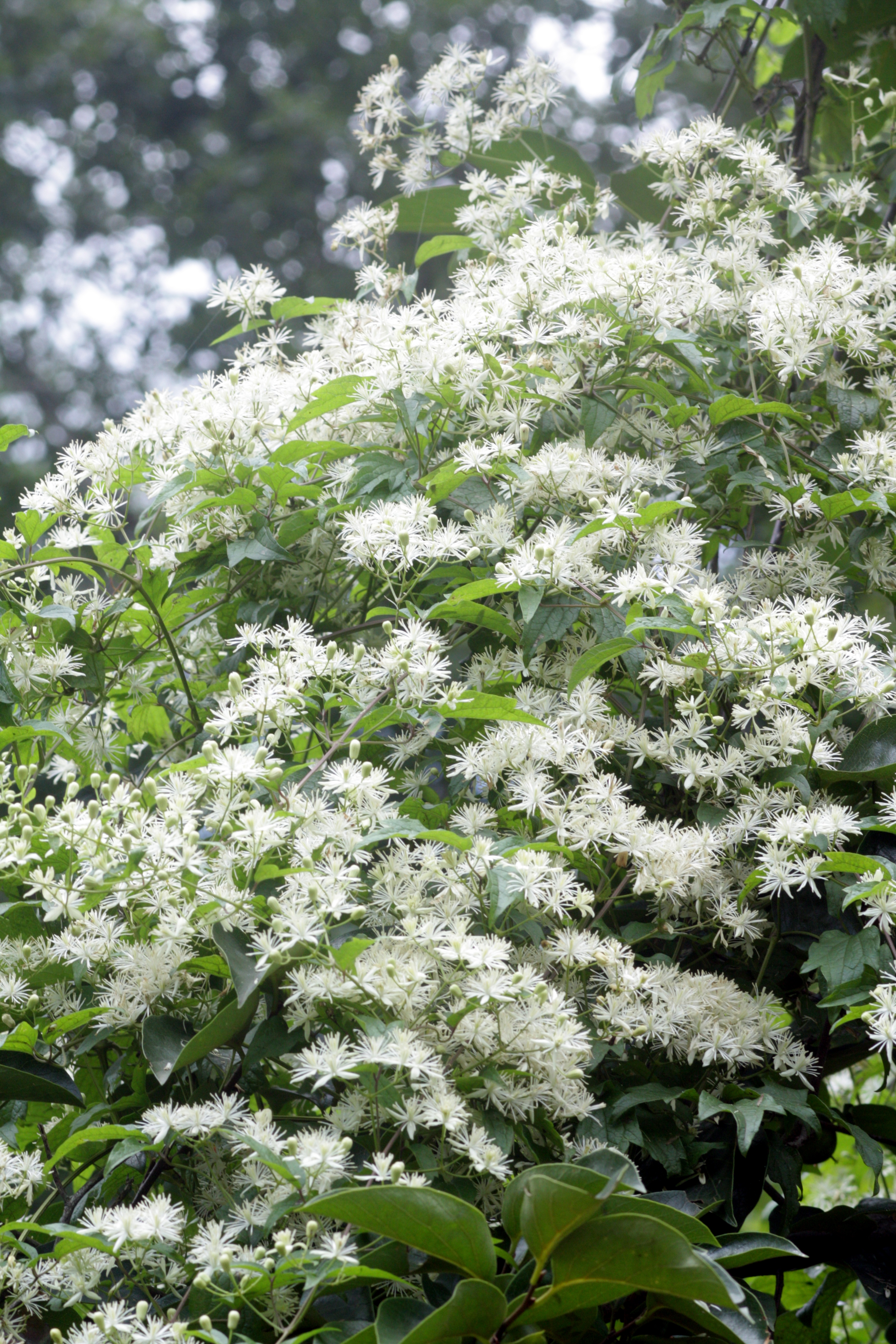
Untergattung Clematis Sektion Clematis: Sellerieblättrige Waldrebe (Clematis apiifolia)

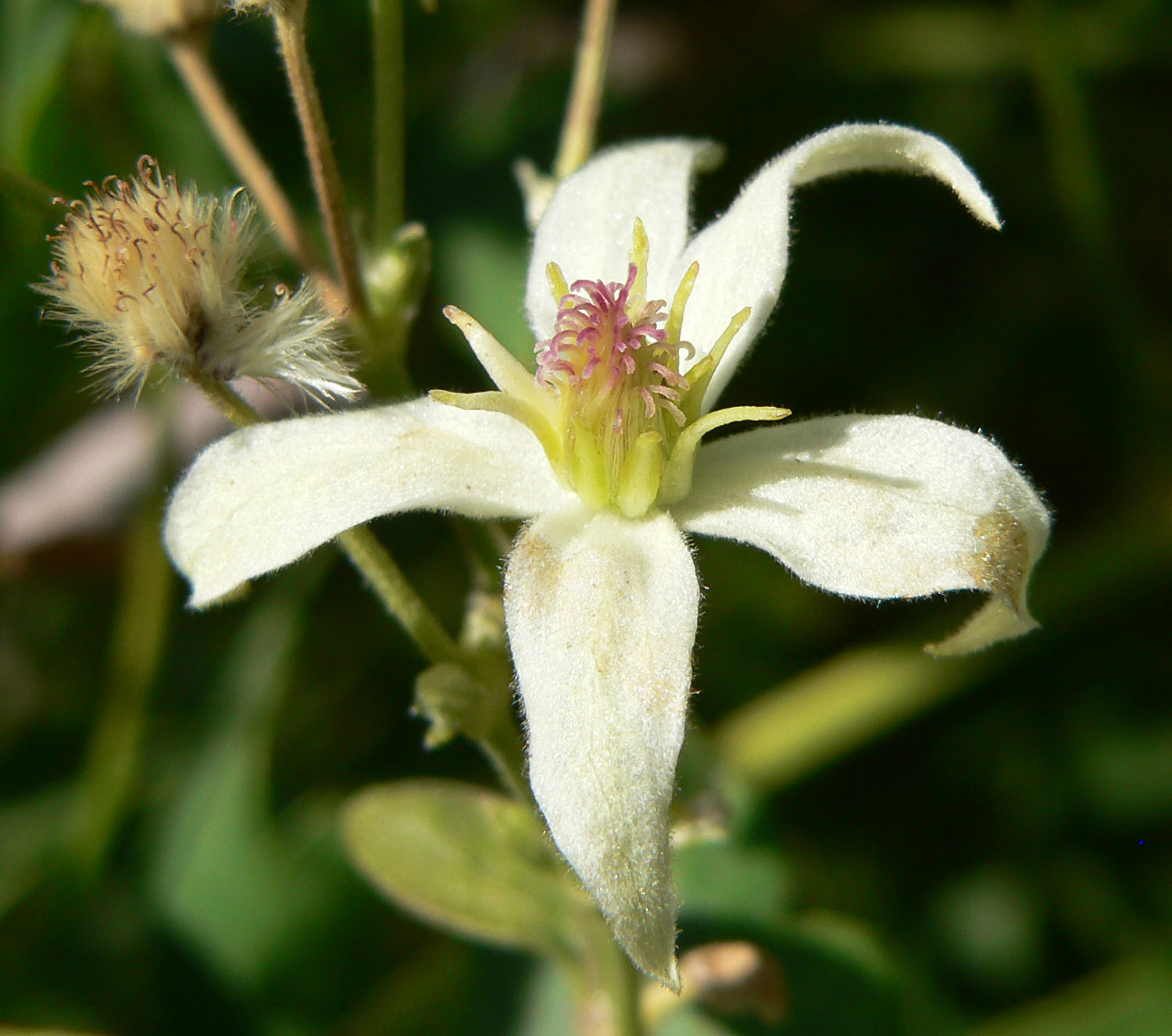
Untergattung Clematis Sektion Clematis: Zungenblättrige Waldrebe (Clematis ligusticifolia)

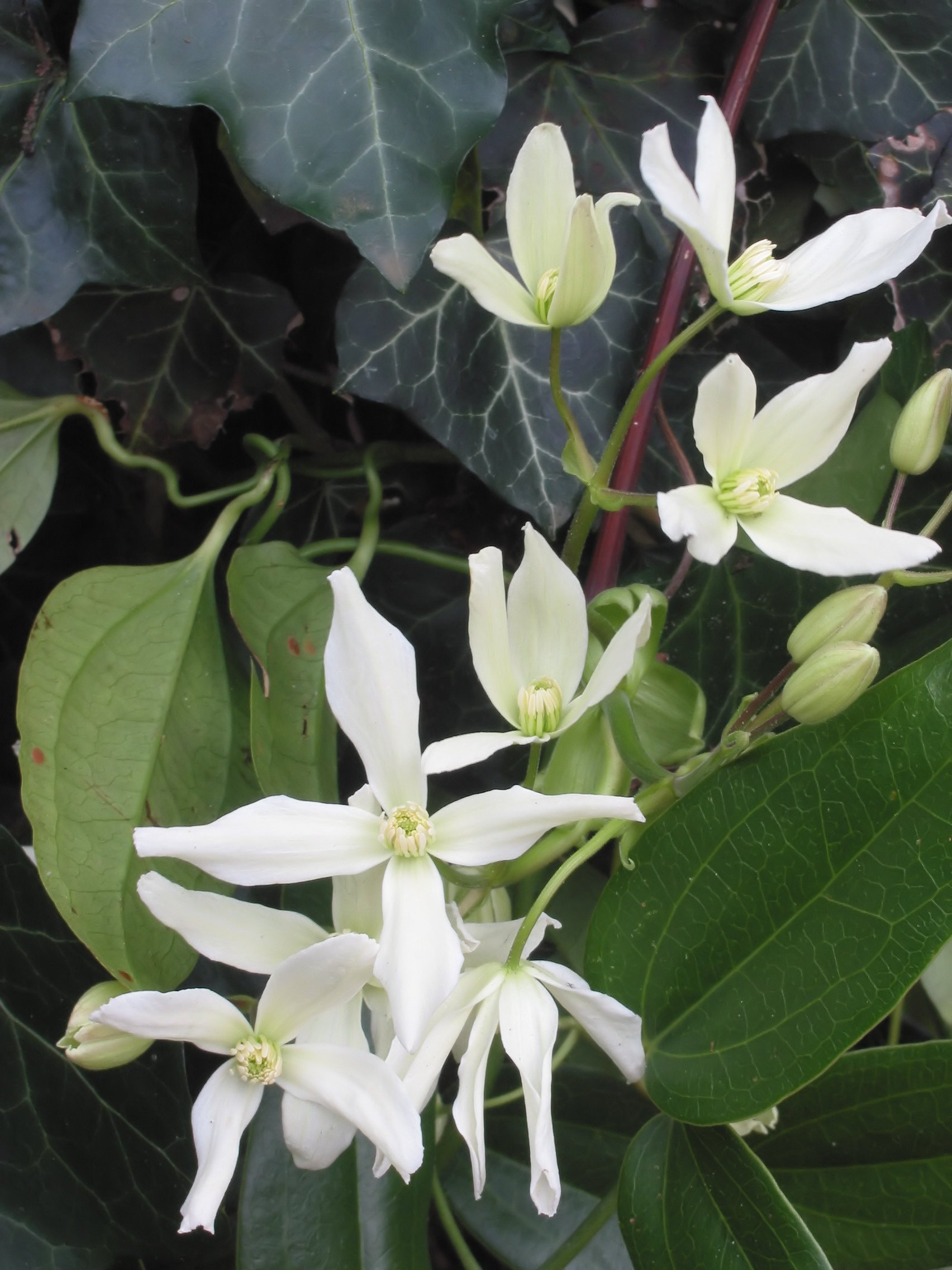
Untergattung Flammula Sektion Flammula: Armands Waldrebe (Clematis armandii)

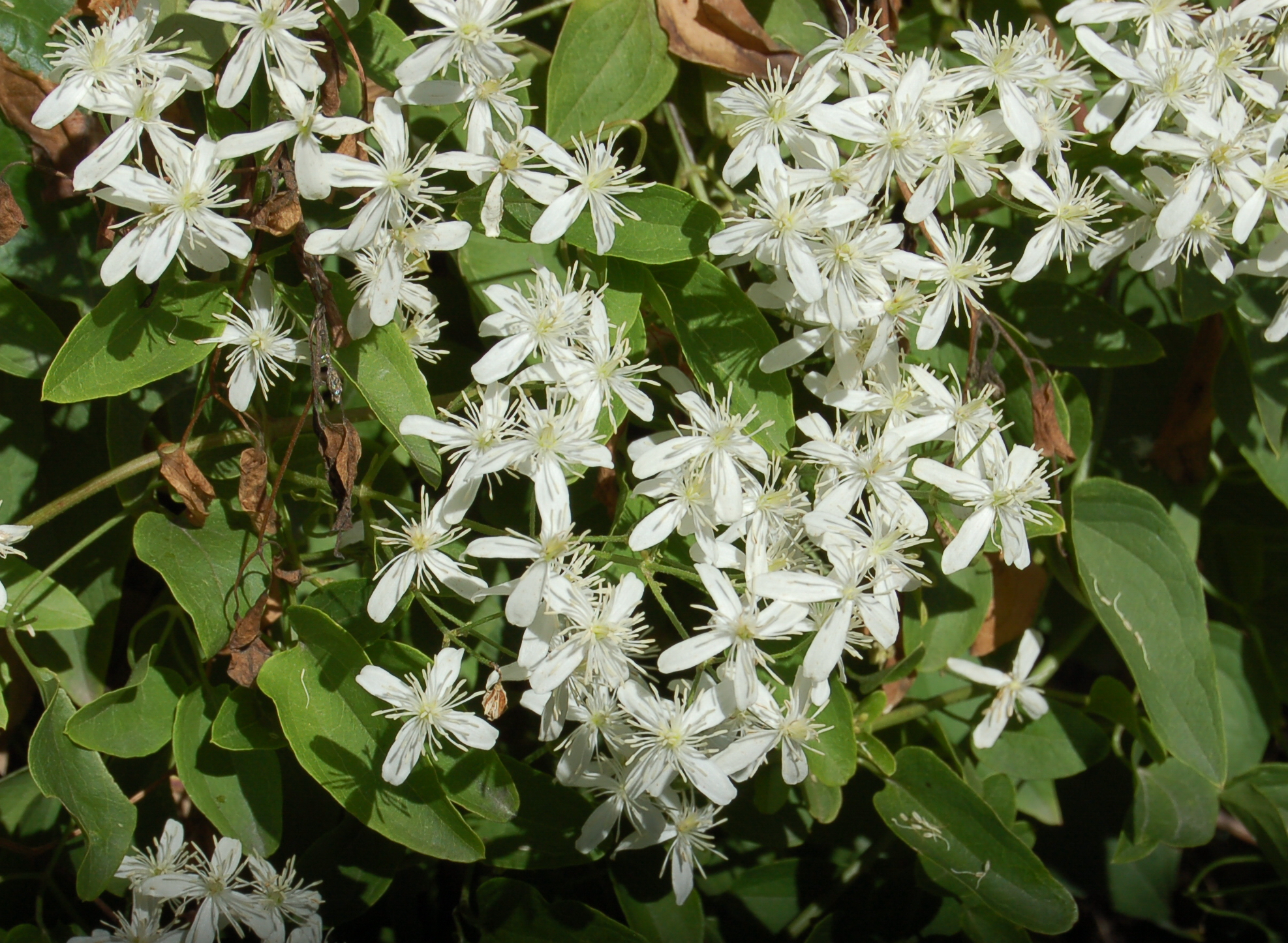
Untergattung Flammula Sektion Flammula: Rispenblütige Waldrebe (Clematis terniflora)

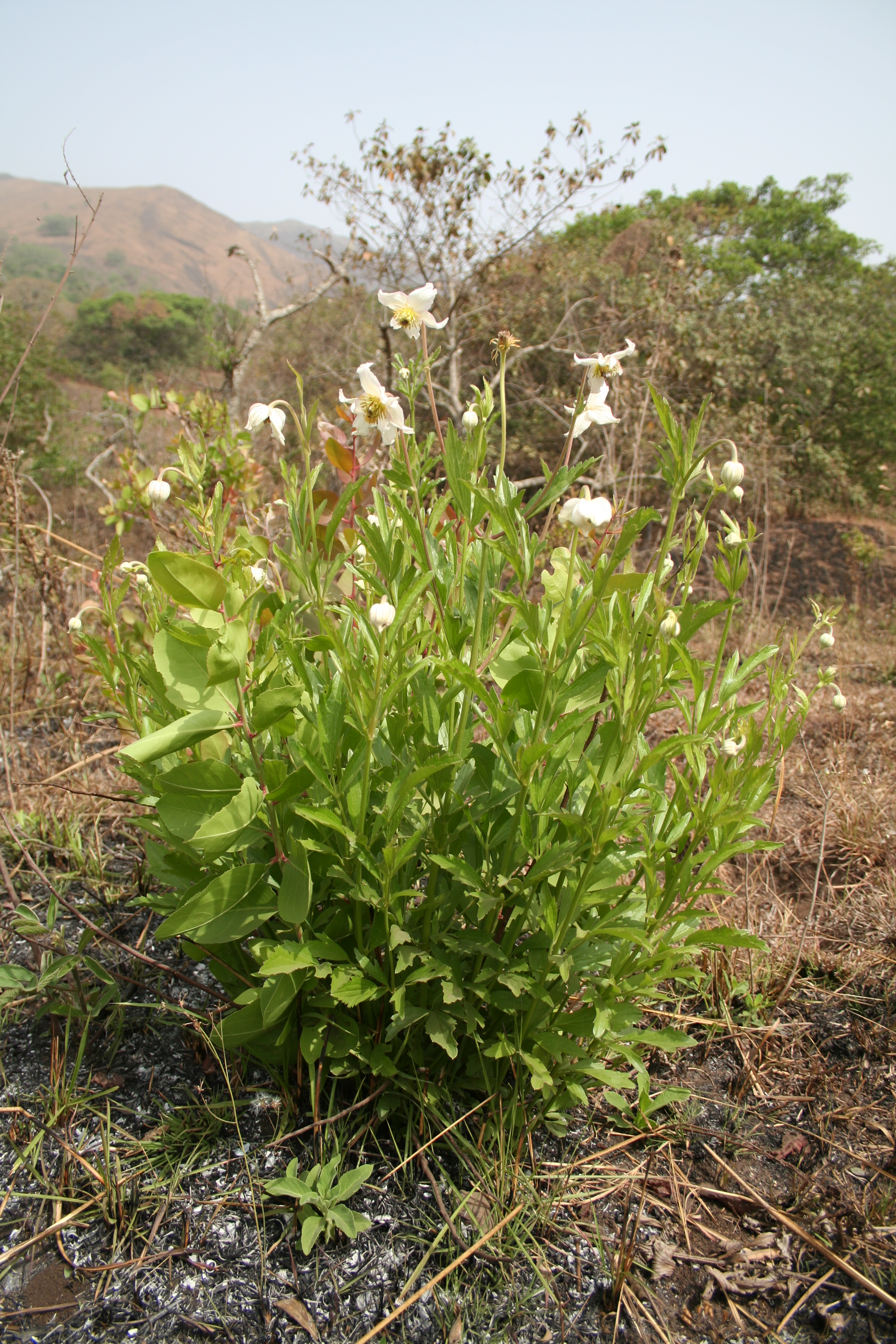
Untergattung Pseudoanemone: Clematis villosa

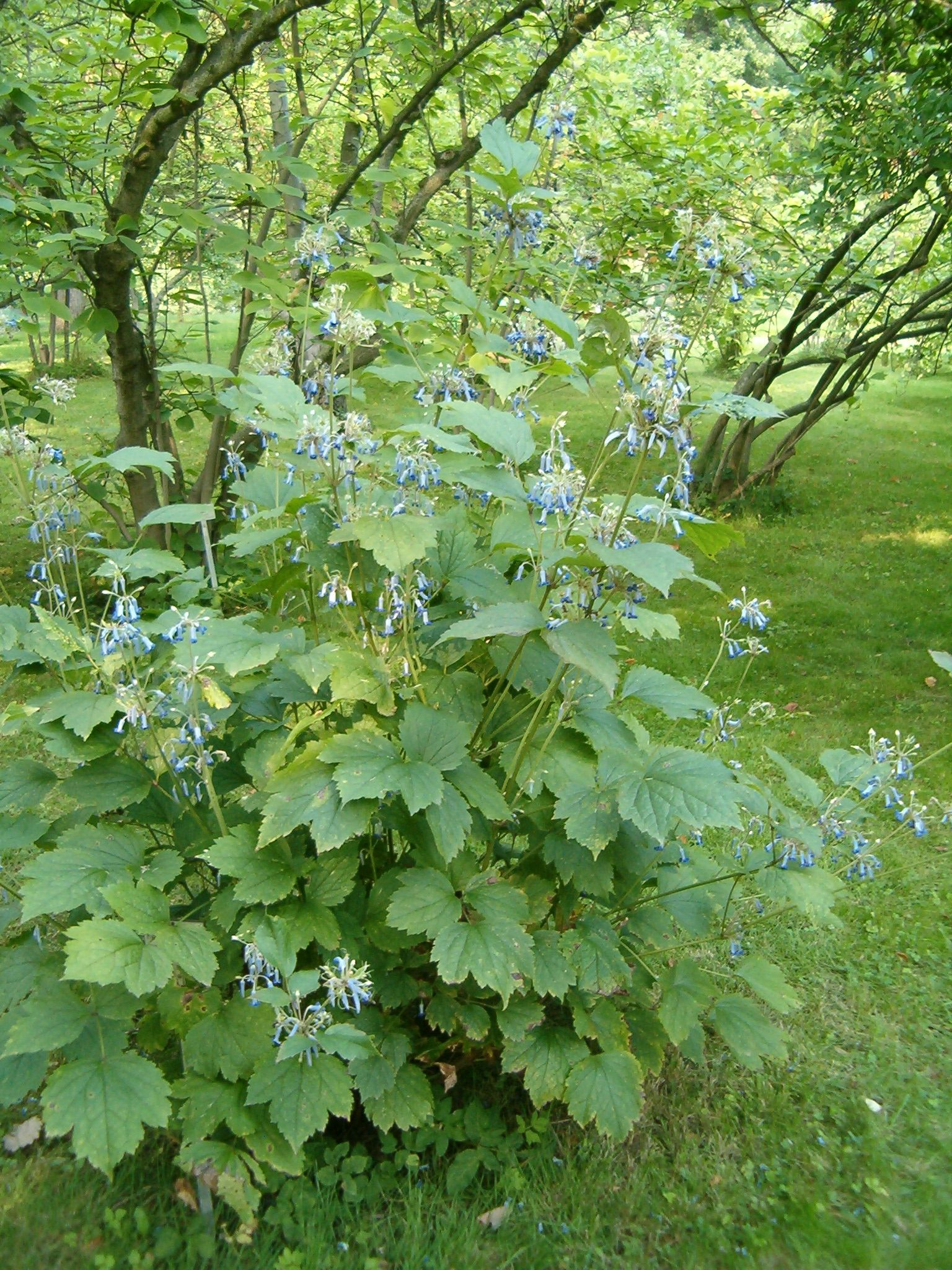
Untergattung Tubulosae: Habitus, Laubblätter und Blütenstände der Großblättrigen Waldrebe (Clematis heracleifolia)

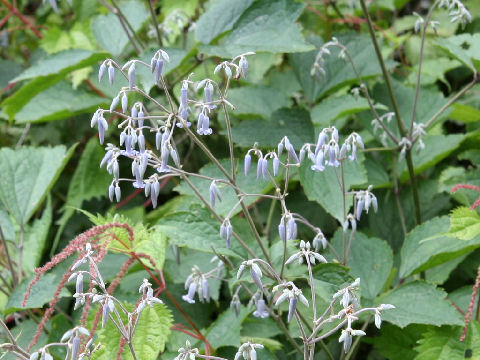
Untergattung Tubulosae: Japanische Strauch-Waldrebe (Clematis stans)

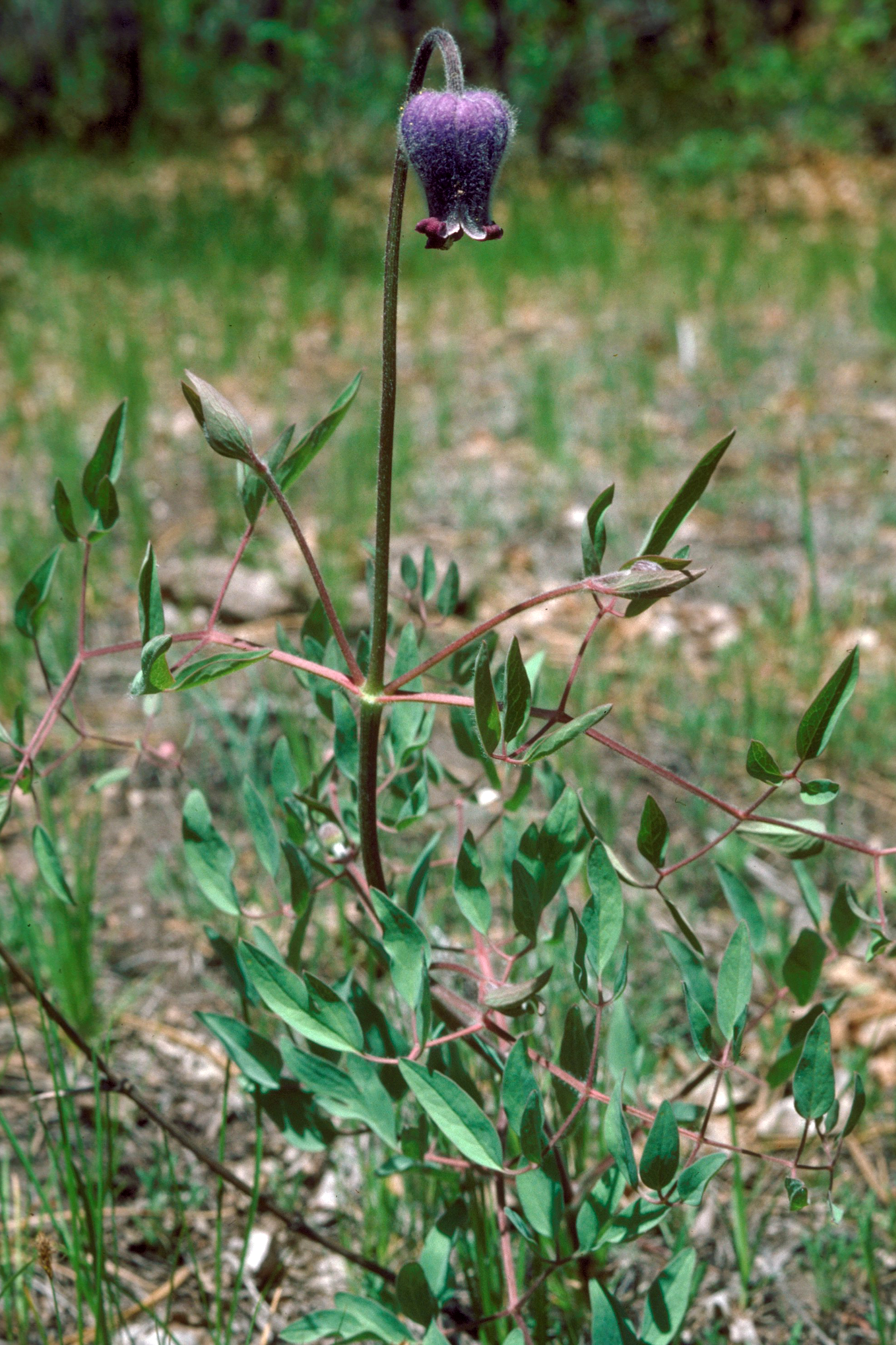
Untergattung Viorna Sektion Hirsutissimae: Becher-Waldrebe (Clematis hirsutissima var. scottii) mit behaarten Blütenhüllblättern

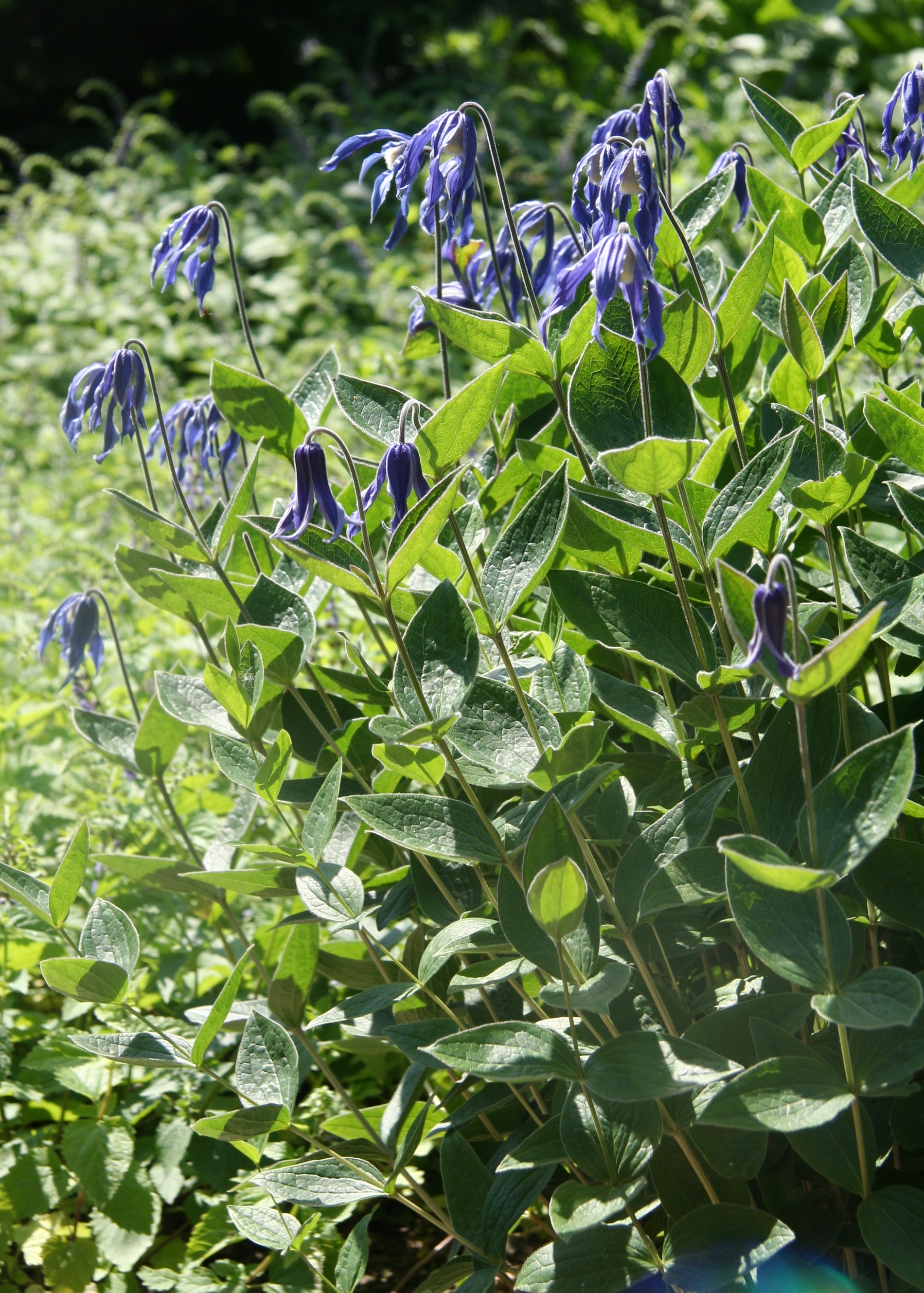
Untergattung Viorna Sektion Integrifoliae: Ganzblatt-Waldrebe (Clematis integrifolia)

Die Gattung Clematis wird in Untergattungen und Sektionen gegliedert (hier mit einer Auswahl an Arten, Stand 2005):
- Untergattung Archiclematis (wird auch in eine eigene Gattung Archiclematis (Tamura) Tamura gestellt):
  - Clematis alternata Kitam. & Tamura (Syn.: Archiclematis alternata (Kitam. & Tamura) Tamura): Sie kommt nur in Nepal vor.
- Untergattung Atragene (L.) Torr. & A.Gray:
  - Alpen-Waldrebe (Clematis alpina (L.) Mill.)[4]: Sie kommt in europäischen Gebirgen vor.
  - Columbia-Waldrebe (Clematis columbiana (Nutt.) Torr. & A.Gray): Sie kommt in Nordamerika vor.
  - Koreanische Waldrebe oder Pagoden-Waldrebe (Clematis koreana Kom., Syn.: Clematis chiisanensis Nakai): Sie kommt in Korea und in den chinesischen Provinzen südliches Heilongjiang, östliches Jilin sowie östliches Liaoning vor.[2]
  - Großblumige Waldrebe (Clematis macropetala Ledeb.): Sie ist im östlichen Sibirien, in der östlichen Mongolei und im nördlichen China verbreitet.[2]
  - Clematis occidentalis (Hornem.) DC.: Die drei Varietäten sind in Kanada und in den Vereinigten Staaten verbreitet.[5]
  - Clematis sibirica (L.) Mill.: Es gibt etwa zwei Varietäten:[2]
    - Japanische Alpen-Waldrebe (Clematis sibirica var. ochotensis (Pall.) S.H.Li & Y.H.Huang, Syn.: Clematis ochotensis (Pall.) Poir. Clematis alpina subsp. ochotensis (Mill.) Kuntze): Sie kommt in Sibirien, Russlands Fernem Osten, Japan, in der Inneren Mongolei und in den nördlichen chinesischen Provinzen nördliches Hebei, Heilongjiang, Jilin sowie nördliches Shanxi vor.[2]
    - Clematis sibirica (L.) Mill. var. sibirica: Sie kommt in Nordwesteuropa, Russland, in der Mongolei, in der Inneren Mongolei und in den chinesischen Provinzen zentrales Gansu, Heilongjiang, Ningxia, östliches Qinghai sowie Xinjiang vor.[2]

- Untergattung Campanella Tamura: 				
  - Sektion Bebaeanthera:
    - Japanische Waldrebe (Clematis japonica Thunb.)
    - Clematis tosaensis Makino

  - Sektion Campanella Tamura:
    - Petersilienblättrige Waldrebe (Clematis aethusifolia Turcz.): Sie kommt in Nordchina, in der Mongolei und in Sibirien vor.[2]
    - Buchanans Waldrebe (Clematis buchananiana DC.): Sie kommt in Indien, Kaschmir, Bhutan, im nördlichen Myanmar, in Nepal, im südlichen Tibet und in den chinesischen Provinzen südwestliches Sichuan sowie Yunnan vor.[2]
    - Verwachsenblütige Waldrebe (Clematis connata DC.): Sie kommt im nördlichen Indien, in Kaschmir, im nördlichen Pakistan, Nepal, Bhutan, in Sikkim, im südlichen Tibet und in den chinesischen Provinzen westliches Guizhou, Sichuan sowie Yunnan vor.[2]
    - Clematis grandiflora DC.
    - Clematis grewiiflora DC.: Sie kommt im nördlichen Indien, in Nepal, Bhutan und im südlichen Tibet vor.[2]
    - Clematis henryi Oliv.: Sie gedeiht in Höhenlagen von 200 bis 2500 Metern in China und Taiwan.[2]
    - Zottige Waldrebe (Clematis lasiandra Maxim.): Sie kommt in Japan, China und Taiwan vor.[2]
    - Clematis pogonandra Maxim.: Sie kommt in drei Varietäten im südlichen Gansu, im westlichen Hubei, im südlichen Shaanxi und im südwestlichen bis westlichen Sichuan in Höhenlagen von 2200 bis 3700 Metern vor.[2]
    - Clematis ranunculoides Franch.: Sie kommt in zwei Varietäten im nordwestlichen Guangxi, im westlichen Guizhou, im südwestlichen Sichuan und im zentralen bis nordwestlichen Yunnan in Höhenlagen von 500 bis 3000 Metern vor.[2]
    - Rehders Waldrebe (Clematis rehderiana Craib, Syn.: Clematis veitchiana Craib): Sie kommt im östlichen Qinghai, im westlichen Sichuan, in Tibet, im nordwestlichen Yunnan und in Nepal vor.[2]

  - Sektion Meclatis:
    - Clematis akebioides (Maxim.) hort. ex H.J.Veitch: Sie kommt China in Höhenlagen von 1200 bis 3600 Metern vor.[2]
    - Clematis brachiata Thunb.
    - Clematis commutata Kuntze
    - Clematis graveolens Lindl.
    - Clematis hirsuta Perr. & Guill.
    - Verworrene Waldrebe (Clematis intricata Bunge): Sie kommt im nördlichen China und in der südlichen Mongolei vor.[2]
    - Orientalische Waldrebe (Clematis orientalis L.): Sie ist in Asien, Europa (Südrussland) verbreitet und in Spanien und Italien ein Neophyt.
    - Clematis serratifolia Rehder: Sie kommt im nördlichen Japan, in Korea, im fernöstlichen Russland, in Jilin und Liaoning vor.[2]
    - Clematis simensis Fresen.
    - Mongolei- oder Gold-Waldrebe (Clematis tangutica (Maxim.) Korsh.): Sie kommt in Kasachstan, in Gansu, Qinghai, im südlichen Shaanxi, in westlichen Sichuan, in Xinjiang und Tibet vor.[2] In der Schweiz ist sie ein Neophyt.[6]
    - Clematis triloba Thunb. (Syn.: Clematis welwitschii Hiern ex Kuntze)
- Untergattung Cheiropsis
  - Sektion Cheiropsis (DC.) Peterm.
    - Macchien-Waldrebe (Clematis cirrhosa L.): Sie ist in Südeuropa, Nordafrika und Vorderasien verbreitet.
    - Himalaja-Waldrebe (Clematis napaulensis DC.): Sie kommt im nördlichen Indien, in Bhutan, Nepal, Sikkim, im nördlichen Myanmar, im südlichen Guizhou, im östlichen Tibet und in Yunnan vor.[2]

  - Sektion Fasciculiflorae
    - Clematis fasciculiflora Franch.: Sie kommt im nördlichen Myanmar, im nördlichen Vietnam, im westlichen Guangxi, im südwestlichen Guizhou, im südwestlichen Sichuan und in Yunnan vor.[2]

  - Sektion Montanae
    - Goldschopfige Waldrebe (Clematis chrysocoma Franch., Syn.: Clematis spooneri Rehder & E.H.Wilson): Sie kommt im westlichen Guizhou, im westlichen Sichuan und in Yunnan in Höhenlagen von 1000 bis 3000 Metern vor.[2]
    - Clematis gracilifolia Rehder & E.H.Wilson: Sie kommt im südlichen Gansu, im westlichen Sichuan, im östlichen bis südöstlichen Tibet und im nordwestlichen Yunnan in Höhenlagen von 2000 bis 4000 Metern vor.[2]
    - Berg-Waldrebe (Clematis montana Buch.-Ham. ex DC.): Sie kommt im Himalaja und in der chinesischen Provinz Yunnan vor.
- Untergattung Clematis: 				
  - Sektion Aspidanthera:
    - Clematis aristata Ker Gawl.: Sie kommt in Australien vor.
    - Clematis gentianoides DC.: Sie kommt in Australien vor.
    - Clematis glycinoides DC.: Sie kommt in Australien vor.
    - Kleinblättrige Waldrebe (Clematis microphylla DC.): Sie kommt in Australien vor.

  - Sektion Clematis:
    - Clematis akoensis Hayata: Sie ist ein Endemit im südlichen Taiwan.[2]
    - Sellerieblättrige Waldrebe (Clematis apiifolia DC.): Sie kommt in China, Japan und Korea vor.[2]
    - Kurzschwänzige Waldrebe (Clematis brevicaudata DC.): Sie kommt nur auf der japanischen Insel Honshu vor.
    - Clematis campestris A. St.-Hil. (Syn.: Clematis montevidensis Spreng., Clematis denticulata Vell., Clematis hilarii Spreng.)
    - Clematis dioica L.
    - Clematis drummondii Torr. & A.Gray: Sie kommt in den Vereinigten Staaten und in Mexiko vor.

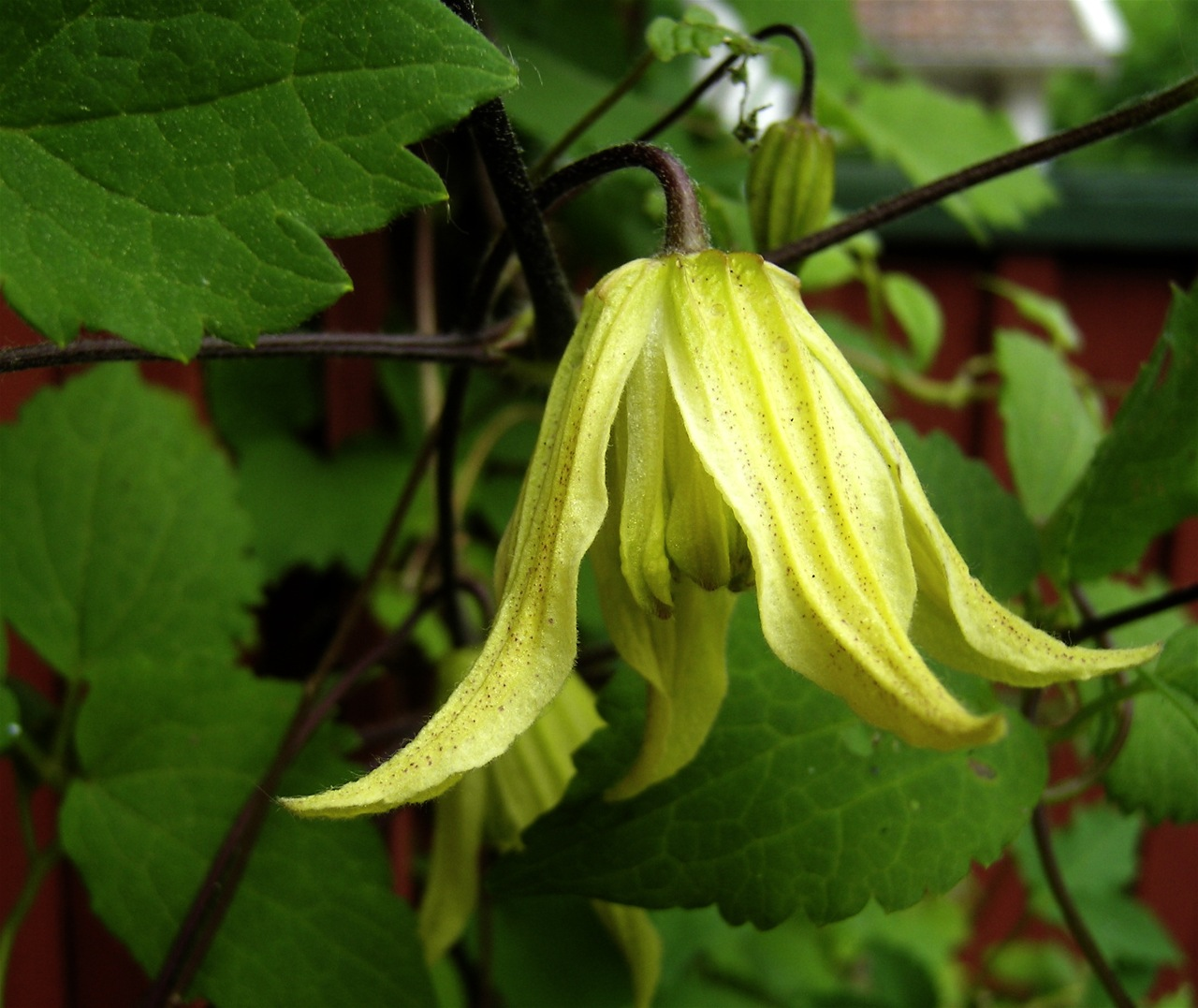
Koreanische Waldrebe (Clematis koreana), Sorte ‘Love Child’, wurde in Korea verwildert aufgesammelt

    - Clematis gouriana Roxb. ex DC.: Sie kommt in Bhutan, Indien, Sikkim, Myanmar, China, Nepal, Neuguinea und auf den Philippinen vor.[2]
    - Clematis grandidentata (Rehder & E.H.Wilson) W.T.Wang: Sie kommt in zwei Varietäten in China in Höhenlagen von 400 bis 3400 Metern vor.[2]
    - Clematis grata Wall.: Sie kommt in Afghanistan, Pakistan, Indien, Nepal, Bhutan und im südlichen Tibet vor.[2]
    - Clematis guadeloupae Pers.
    - Clematis heynei M.A.Rau
    - Zungenblättrige Waldrebe (Clematis ligusticifolia Nutt., Syn.: Clematis brevifolia Howell): Sie kommt im westlichen Nordamerika vor.
    - Clematis parviloba Gardner & Champ.: Sie kommt in fünf Varietäten in China in Höhenlagen von 800 bis 2500 Metern vor.[2]
    - Clematis peterae Hand.-Mazz.: Sie kommt in drei Varietäten in China und in Taiwan vor.[2]
    - Clematis pierotii Miq.: Sie kommt auf den japanischen Inseln Kyushu, Shikoku sowie auf den Ryukyu-Inseln vor.
    - Clematis pinnata Maxim.: Sie kommt in zwei Varietäten in Beijing Shi und im westlichen Hebei in Höhenlagen von 700 bis 1200 Metern vor.[2]
    - Anemonen-Waldrebe (Clematis potaninii Maxim., Syn.: Clematis fargesii Franch.): Sie kommt im südlichen Gansu, im südlichen Shaanxi, im nördlichen bis westlichen Sichuan, im östlichen Tibet und im nordwestlichen Yunnan in Höhenlagen von 1400 Bis 4000 Metern vor.[2]
    - Clematis rhodocarpa Rose (Syn.: Clematis pubescens Benth.)
    - Clematis trichotoma Nakai
    - Virginische Waldrebe (Clematis virginiana L.): Sie ist in Nordamerika in Kanada und den USA verbreitet.[5]
    - Echte oder Gewöhnliche Waldrebe (Clematis vitalba L.)[4]: Sie kommt in Europa, Vorderasien und Nordafrika vor.

  - Sektion Lasiantha (Tamura) W.A.Brandenburg
    - Clematis lasiantha Nutt.: Sie kommt in Kalifornien und im mexikanischen Bundesstaat Baja California vor.[5]

  - Sektion Naraveliopsis (Hand.-Mazz.) W.A.Brandenburg
    - Clematis loureiroana DC. (Syn.: Clematis filamentosa Dunn): Sie kommt in Guangdong, Guangxi, Hainan und in Vietnam vor.[2]
    - Clematis smilacifolia Wall.: Sie kommt in zwei Varietäten in China und in Südasien vor.[2]

  - Sektion Novae-Zeelandiae M.Johnson
    - Clematis afoliata Buchanan: Sie kommt in Neuseeland vor.
    - Stinkende Waldrebe (Clematis foetida Raoul): Sie kommt in Neuseeland vor.
    - Clematis forsteri J.F.Gmel.
    - Clematis paniculata J.F.Gmel.: Sie kommt in Neuseeland vor.
- Untergattung Flammula
  - Sektion Flammula G.Don
    - Armands Waldrebe (Clematis armandii Franch.): Sie ist in drei Varietäten im nördlichen Myanmar und in China verbreitet.[2]
    - Chinesische Waldrebe (Clematis chinensis Osbeck): Sie kommt in drei Varietäten in China, Taiwan, Japan und Vietnam vor.[2]
    - Clematis crassifolia Benth.: Sie kommt in China, Taiwan und im südlichen Japan vor.[2]
    - Clematis elisabethae-carolae Greuter[7]
    - Clematis finetiana H.Lév. & Vaniot, Heimat: China.[2]
    - Brennende Waldrebe (Clematis flammula L.)[4], Heimat: Südeuropa, Nordafrika, Vorderasien
    - Clematis fujisanensis Hisauti & H.Hara
    - Clematis hexapetala Pall.: Sie kommt in zwei Varietäten in China, Korea, der Mongolei und im östlichen Sibirien vor.[2]
    - Clematis meyeniana Walp.: Sie kommt in vier Varietäten in China, Taiwan, Japan, Myanmar, Vietnam, Laos und auf den Philippinen vor.[2]
    - Clematis pseudoflammula Schmalh. ex Lipsky
    - Aufrechte Waldrebe (Clematis recta L.), Heimat: Europa, Vorderasien
    - Rispenblütige Waldrebe (Clematis terniflora DC., Syn.: Clematis mandshurica Rupr.[2]): Sie kommt in China, Taiwan, Korea, Japan, in der Mongolei und in Sibirien vor.[2]
    - Clematis uncinata Champ. ex Benth.: Sie kommt in drei Varietäten in China, Taiwan, Vietnam und im südlichen Japan vor.[2]

  - Sektion Fruticella (Tamura) W.A.Brandenburg
    - Clematis aspleniifolia Schrenk: Sie kommt im westlichen Xinjiang, in Afghanistan, Kasachstan, Kirhiosistan und Tadschikistan vor.[2]
    - Clematis delavayi Franch.: Sie kommt in vier Varietäten im südwestlichen bis westlichen Sichuan, im östlichen Tibet und im nordwestlichen Yunnan in Höhenlagen von 1800 bis 3800 Metern vor.[2]
    - Clematis fruticosa Turcz.: Sie kommt in China und in der Mongolei vor.[2]
    - Songarische Waldrebe (Clematis songorica Bunge): Sie kommt in zwei Varietäten in Afghanistan, Kasachstan, Kirgisistan, Tadschikistan, in der Mongolei, in Xinjiang und im nördlichen Gansu vor.[2]

  - Sektion Pterocarpa (Tamura) W.A.Brandenburg
  - Sektion Viticella:
    - Glockenblütige Waldrebe (Clematis campaniflora Brot., wird auch als Unterart subsp. campaniflora (Brot.) Font Quer ex O.Bolòs & Vigo zu Clematis viticella gestellt), Heimat: Portugal, Südspanien
    - Reichblütige Waldrebe (Clematis florida Thunb.): Sie kommt in Guangdong, im nördlichen Guangxi, in Hubei, Hunan, im westlichen Jiangxi, im südwestlichen Yunnan, in Zhejiang vor[2] und ist in Japan eingebürgert.
    - Wollige Waldrebe (Clematis lanuginosa Lindl. & Paxton): Sie gedeiht in Gebüschen und an Flussufern, in Höhenlagen zwischen 100 und 400 Metern im östlichen Zhejiang.[2]
    - Offenblütige Waldrebe (Clematis patens C.Morren & Decne.), Heimat: China, Japan und Korea.[2]
    - Italienische Waldrebe (Clematis viticella L.), Heimat: Südeuropa, Vorderasien
- Untergattung Pseudoanemone:
  - Clematis bojeri Hook.
  - Clematis villosa DC.
- Untergattung Tubulosae T.Y.A.Yang
  - Großblättrige Waldrebe (Clematis heracleifolia DC., Syn.: Clematis tubulosa Turcz.): Sie ist in Korea und China verbreitet.[2]
  - Clematis speciosa (Makino) Makino
  - Japanische Strauch-Waldrebe (Clematis stans Sieb. & Zucc.), Heimat: Japan
- Untergattung Viorna (Rchb.) Tamura
  - Sektion Hirsutissimae (R.O.Erickson ex W.Johnson) W.T.Wang
    - Becher-Waldrebe (Clematis hirsutissima Pursh): Sie ist in den Vereinigten Staaten verbreitet.[5]

  - Sektion Integrifoliae (R.O.Erickson) T.Y.A.Yang
    - Clematis fremontii S.Watson: Sie kommt in der US-Bundesstaaten Kansas, Montana sowie Nebraska vor.[5]
    - Ganzblatt-Waldrebe (Clematis integrifolia L.), Heimat: Süd- und Osteuropa, Westsibirien
    - Clematis socialis Kral: Sie kommt in Alabama vor.[5]
    - Clematis viticaulis E.Steele: Sie kommt in Virginia vor.[5]

  - Sektion Viorna A.Gray
    - Krause Waldrebe (Clematis crispa L., Syn.: Clematis simsii Sweet), Heimat: USA.[5]
    - Kamtschatka-Waldrebe (Clematis fusca Turcz.), Heimat: Ostsibirien, Kamtschatka, Sachalin, Japan
    - Clematis morefieldii Kral: Sie kommt in Alabama vor.[5]
    - Clematis pitcheri Torr. & A.Gray: Sie kommt in den Vereinigten Staaten und in Mexiko vor.[5]
    - Clematis reticulata Walter: Sie kommt in den Vereinigten Staaten vor.[5]
    - Texas-Waldrebe (Clematis texensis Buckley, Syn.: Clematis coccinea Engelm. ex A.Gray), Heimat: Texas[5]
    - Krugblütige Waldrebe oder Braunblütige Waldrebe (Clematis viorna L.): Sie gedeiht an Felsen und Flussufern in Höhenlagen bis 1400 Metern in den östlichen Vereinigten Staaten.[5]

Weitere Arten sind:
- Addisons Waldrebe (Clematis addisonii Britton ex Vail): Dieser Endemit kommt nur in Virginia vor.[5]
- Clematis ianthina Koehne: Sie kommt im Amurgebiet vor.
- Clematis ispahanica Boiss.: Sie kommt in Südwestasien vor.
- Clematis kirilowii Maxim.: Sie kommt in China vor.[2]
- Clematis ladakhiana Grey-Wilson: Dieser Endemit kommt nur in Ladakh vor.
- Clematis marata J.B.Armstr.: Sie kommt in Neuseeland vor.
- Clematis marmoraria Sneddon: Sie kommt in Neuseeland vor.
- Gelblichweiße Waldrebe (Clematis ochroleuca Aiton): Sie kommt in den Vereinigten Staaten vor.[5]
- Clematis quadribracteolata Colenso: Sie kommt in Neuseeland vor.
- Blaugrüne Waldrebe (Clematis tibetana Kuntze): Sie kommt im nördlichen Indien, im westlichen Nepal, im südwestlichen Sichuan und in Tibet vor.[2]
- Clematis versicolor Small ex Rydb.: Sie kommt in den Vereinigten Staaten vor.[5]

## Verwendung als Zierpflanze
Die Stängel winden und ranken sich an Nachbarpflanzen oder anderen Stützen empor. Im Garten wird die Waldrebe deshalb häufig zum Beranken von Spalieren, Obelisken, Rosenbögen, Zäunen, Hecken, Bäumen und Sträuchern verwendet.
Es gibt eine Vielzahl an Sorten mit unterschiedlich großen, weiß, rosafarben, rot, blau oder violett gefärbten Blüten, die stern- oder schalenförmig sind und einen Durchmesser von bis zu 20 Zentimetern erreichen können.

### Hybriden
Die Clematis-Hybriden verwendet man vorwiegend an Haus- oder Garagenwänden, kleinen Bäumen, Rosen oder anderen Sträuchern. Eine Platzierung an einer  Pergola ist genauso möglich wie an einem Obelisken, der in einem Staudenbeet oder frei im Garten steht.
Es gibt eine große Zahl von Clematis-Hybriden (Auswahl):
- Großblütige Waldreben (Clematis-Hybriden)
  - ‘Jackmanii’ (bekannte Hauptsorte, blauviolett, großblumig, etwa 12 bis 14 cm große Blüten, Blütemonat Juli bis September, 2,5 bis 3,5 m Wuchshöhe, nicht als Kübelpflanze geeignet, jeder Standort ist möglich, wobei ein sonniger bevorzugt wird, diese Sorte muss jährlich tief zurückgeschnitten werden)
  - ‘Rouge Cardinal’ (rote Hauptsorte, samtrot, großblumig, etwa 12 bis 14 cm große Blüten, schöne Herbstfärbung, Blütemonat Juni bis August, 1,8 bis 2,5 m Wuchshöhe, als Kübelpflanze geeignet, keine besonderen Standortansprüche, diese Sorte muss jährlich leicht zurückgeschnitten werden)
  - ‘Nelly Moser’ (Stammsorte, lilarosa, großblumig, etwa 16 bis 18 cm große Blüten, Blütemonat Mai, Juni und August, September, 2,5 bis 3,5 m Wuchshöhe, als Kübelpflanze geeignet, jeder Standort ist möglich, zusätzlich gut schattenverträglich)
  - ‘Mme Le Coultre’ (Hauptsorte, reinweiß, hellgelbe Staubgefäße, großblumig, etwa 16 bis 20 cm große Blüten, Blütemonat Juni bis September, 2,5 bis 4,0 m Wuchshöhe, nicht als Kübelpflanze geeignet, jeder Standort ist möglich, halbschattig wird bevorzugt, diese Sorte muss jährlich leicht, kann auch tief zurückgeschnitten werden)

Eine ausgesprochen lange Blütezeit in den Sommermonaten Juni bis August, teilweise sogar bis September, und die unübertroffene Blütenfülle sind nicht die einzigen Vorteile, welche die Viticella-Gruppe bietet. Clematis viticella und Clematis campaniflora sind außerdem sehr winterhart und eignen sich für nahezu sämtliche Standorte. Sogar an vollsonnigen, warmen Plätzen verschönern diese Clematis mit Blüten in verschiedenen Größen (3 bis 4 cm Durchmesser bis 10 bis 12 cm Durchmesser) und nahezu sämtlichen Farben die Gärten. Dadurch eignen sie sich hervorragend als Rosenbegleiter. Krankheiten, vor allem die vielgefürchtete Clematiswelke, kommen an diesen Sorten äußerst selten vor. Clematis viticella sind als Kreuzungspartner an sehr vielen der heutigen Hybriden beteiligt.
- Sorten der Italienischen Waldrebe (Clematis viticella-Hybriden)
  - ‘Purpurea Plena Elegans’ (dicht gefüllt, purpurfarben)
  - ‘Étoile Violette’ (tiefviolett)
  - ‘Rubra’ (weinrot, reich blühend)

- Sorten der Berg-Waldrebe oder Anemonen-Waldrebe (Clematis montana)
  - ‘Superba’ (weiß, bis 8 Meter rankend)
  - ‘Rubens’ (rosafarben)

Hybriden
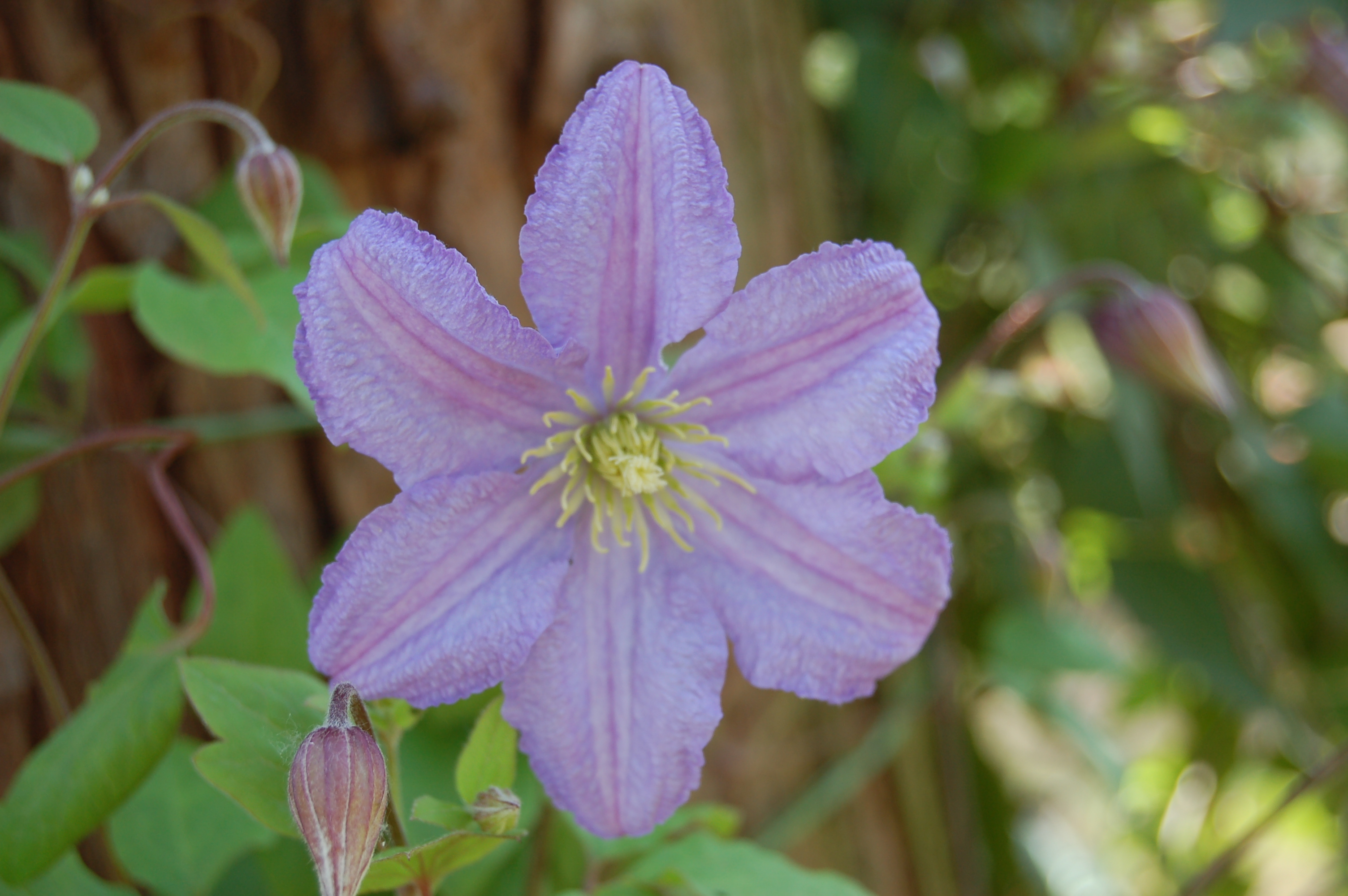
Italienische Waldrebe „Prince Charles“
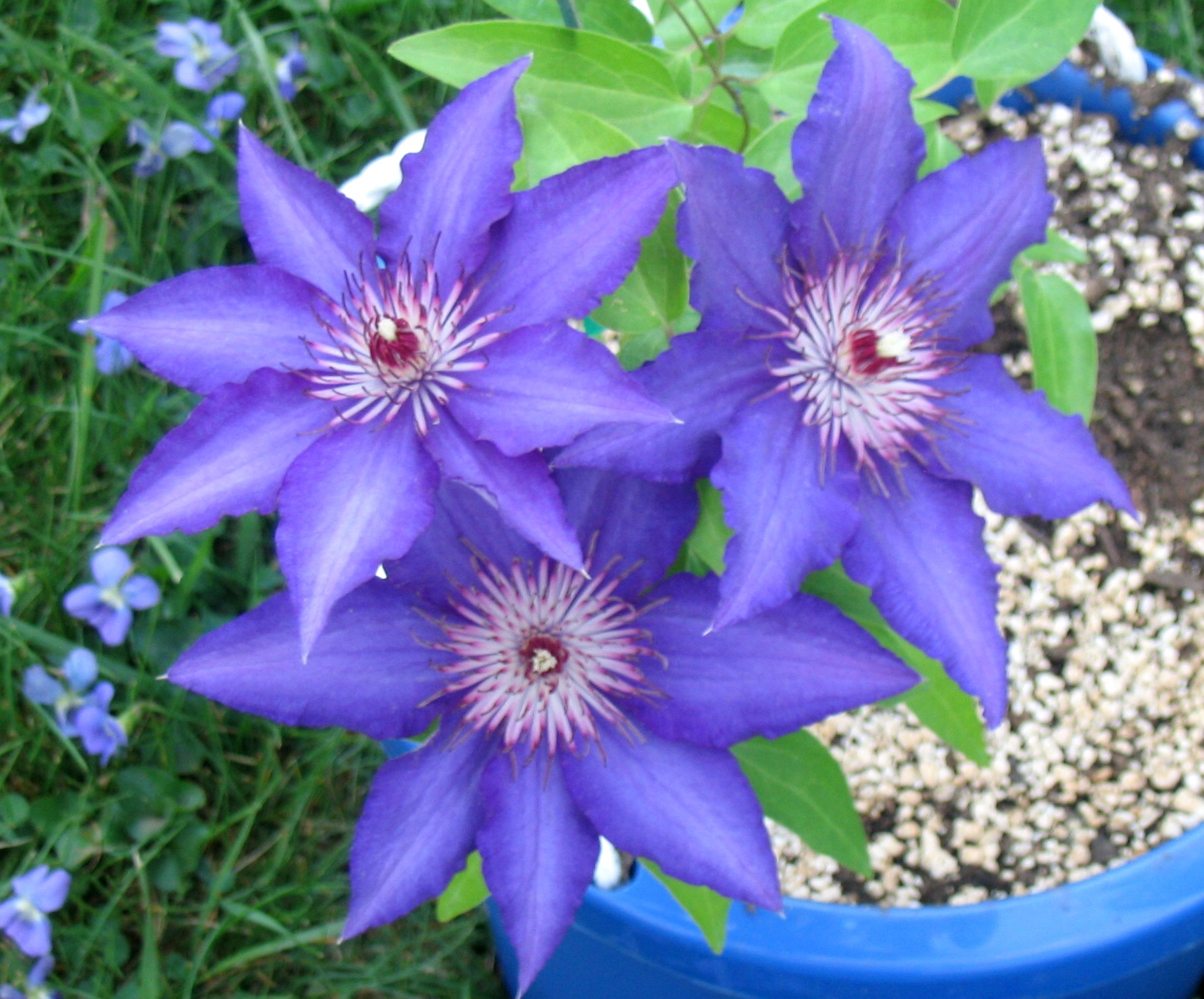
Clematis-Hybride; Hybrid-Sorten haben oft mehr Blütenhüllblätter als die Arten
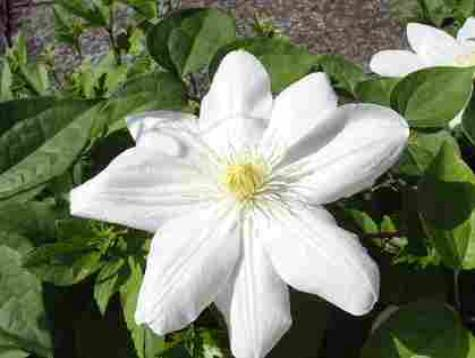
Clematis-Hybride „Madame Van Houtte“, benannt zu Ehren der Ehefrau des Gärtnereibesitzers Louis van Houtte
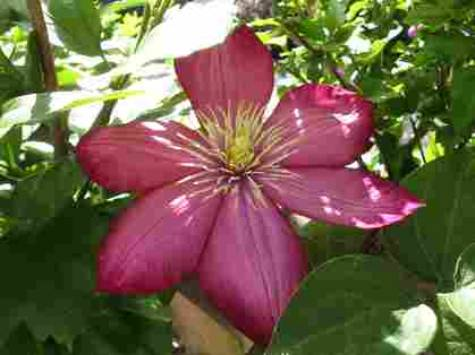
Clematis-Hybride „Ville de Lyon“
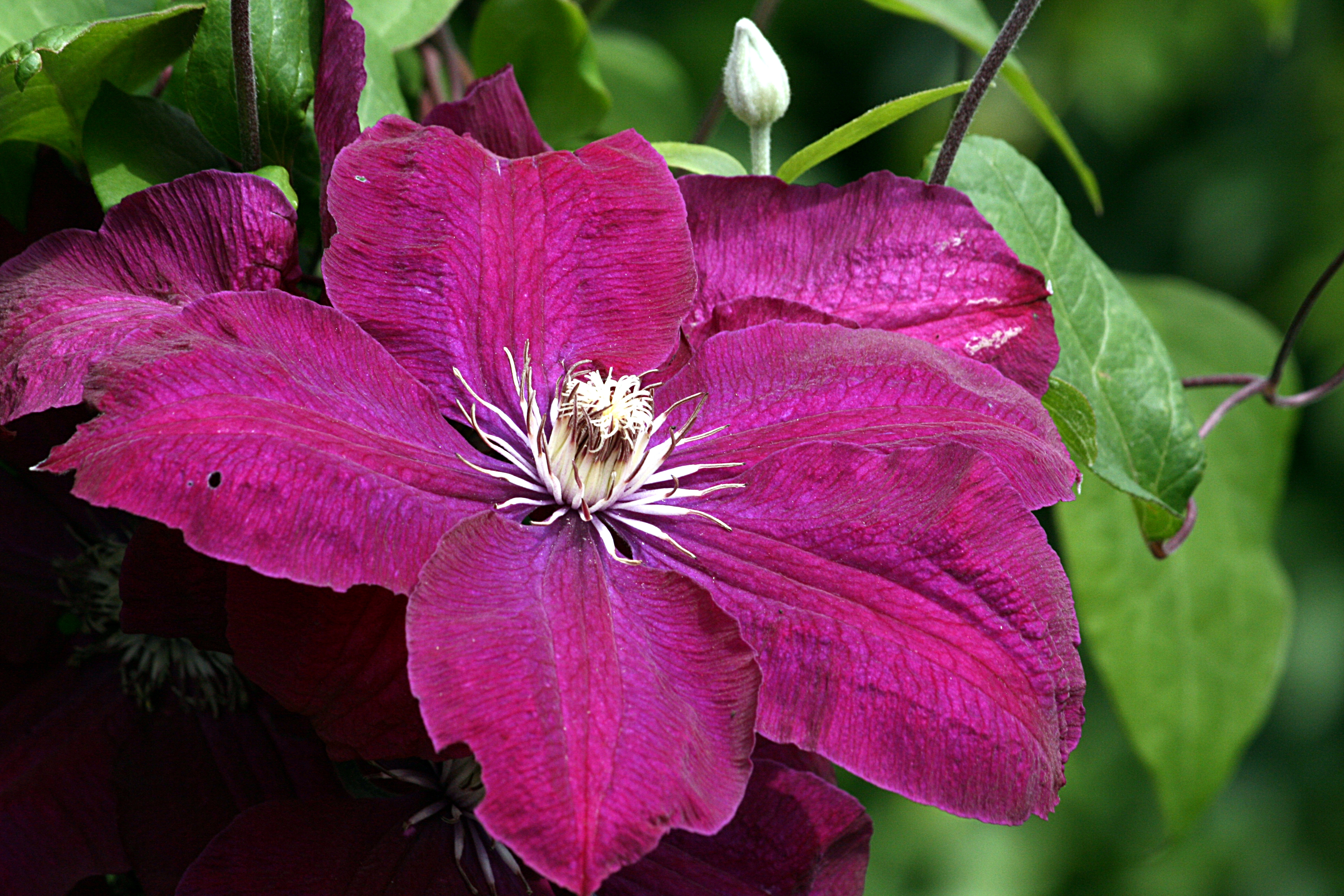
Sorte „Rouge Cardinal“

### Krankheit
Eine für viele großblütige Sorten gefährliche Krankheit ist die Clematiswelke, die von verschiedenen Pilzen verursacht wird (sehr oft von Phoma clematidina). Dabei welken die Triebe durch die in den Leitungsbahnen wachsenden Pilze plötzlich und sterben ab. Starke Bodenerwärmung fördert den Ausbruch der Krankheit. Aus diesem Grund sollte der Wurzelbereich der Clematis immer beschattet werden. Kleinblumige Hybriden sind deutlich weniger anfällig.

## Verwendung als Namensgeber
Der Asteroid (1101) Clematis ist nach der Gattung Clematis benannt.

## Weiterführende Literatur
- Wen-Tsai Wang, Liang-Qian Li: A new system of classification of the genus Clematis (Ranunculaceae). In: Zhiwu Fenlei Xuebao = Journal of Systematics and Evolution, Volume 43, Issue 5, 2005, S. 431–488. Abstract, doi:10.1360/aps040130.
- Samuli Lehtonen, Maarten J. M. Christenhusz, Daniel Falck: Sensitive phylogenetics of Clematis and its position in Ranunculaceae. In: Botanical Journal of the Linnean Society, Volume 182, Issue 4, Dezember 2016, S. 825–867. doi:10.1111/boj.12477 online.
- Balkrishna Ghimire, Beom Kyun Park, Dong Chan Son, Seung-Hwan Oh: Achene Morphology and Anatomy of Clematis L. (Ranunculaceae) in Korea and Its Taxonomic Implications. In: Plants (Basel), Volume 9, Issue 10, September 2020, 1279. doi:10.3390/plants9101279.
- Klaus Körber: Clematis als Topf- und Kübelpflanze. Bayerische Landesanstalt für Wein- und Gartenbau, Online (PDF; 188 kB) (Memento vom 19. März 2013 im Internet Archive).
- Jian He, Rudan Lyu, Yike Luo, Lele Lin, Min Yao, Jiamin Xiao, Lei Xie, Jun Wen, Linying Pei, Shuangxi Yan, Jin Cheng, Jinyu Li, Liangqian Li: An updated phylogenetic and biogeographic analysis based on genome skimming data reveals convergent evolution of shrubby habit in Clematis in the Pliocene and Pleistocene. In: Molecular Phylogenetics and Evolution, Volume 164, Juli 2021, 107259. doi:10.1016/j.ympev.2021.107259
- Rudan Lyu, Jiamin Xiao, Mingyang Li, Yike Luo, Jian He, Jin Cheng, Lei Xie: Phylogeny and Historical Biogeography of the East Asian Clematis Group, Sect. Tubulosae, Inferred from Phylogenomic Data. In: International Journal of Molecular Sciences, Volume 24, Issue 3, 2023, 3056. doi:10.3390/ijms24033056
- Jesse Harris, Thomas Murphy, Erin Manzitto-Tripp, Nicolás Medina, Zach Irick, L. Estes, Stacey Smith: Phylogenetic Relationships of a North American Radiation of Clematis (Ranunculaceae). In: Aliso, Volume 42, Januar 2024, S. 31–40. doi:10.5642/aliso.MDPJ6021